# 香港LGBT權益
香港LGBT居民可能會面臨非LGBT居民未面臨之法律挑戰且尚未有全面的保障。儘管《香港人權法案條例》（香港法例第383章）禁止香港特別行政區政府及公共主管當局歧視非異性戀者，但個別私人僱主若不願聘僱此類人士，他們仍有法律上的自由。
目前香港仍未制訂《性傾向歧視條例》，該議題在香港具爭議。

## 法律權益列表
| 項目                                                   | 合法性                                                                            | 日期          |
| ------------------------------------------------------ | --------------------------------------------------------------------------------- | ------------- |
| 同性性行為合法性                                       | 是                                                                                | 1991年7月11日 |
| 跨越穿著行為合法性                                     | 是                                                                                |               |
| 同意年齡可發生性關係的法定年齡一致                     | 是                                                                                | 2006年9月20日 |
| 反歧視法執行（教育及僱佣）                             | / 局限於政府機構                                                                  |               |
| 反歧視法適用於商品及服務法規                           | / 局限於政府機構                                                                  |               |
| 反歧視法適用於所有其他領域（包括：間接歧視、仇恨言論） | /（有關性取向歧視條例仍在審議階段，但誹謗罪適用）                                 |               |
| 家庭暴力適用同居關係                                   | 是                                                                                | 2010年1月1日  |
| 同性婚姻                                               | 否                                                                                |               |
| 承認同性間的伴侶關係                                   | /(只限海外註冊者，權益包括：受養人簽證、公務員福利、合併報稅、公共房屋和遺產繼承) |               |
| 同性伴侶可共同撫養                                     | 否                                                                                |               |
| 女同性戀進行體外受精之合法管道                         | 否                                                                                |               |
| 允許男男性接觸者（MSM）進行捐血                        | 是                                                                                | 2017年9月25日 |
| 外國人士後天免疫缺乏症候群感染者入境                   | 是                                                                                |               |
| 重新指定法律性別程序存在                               | / (有行政措施，需完成性別重置手術)                                                |               |

## 同性性行為相關法律歷程

### 同性性行為除罪化
1990年代前的香港，同性性行為為法律所處罰，即使英國政府早在1960年代已開始將同性性行為非刑事化（《1967年性犯罪法》自1967年7月27日在英格蘭和威爾斯地區實行，《1980年蘇格蘭刑事司法法》自1981年2月1日在蘇格蘭地區實行，《1982年北愛爾蘭同性戀犯罪法》自1982年12月8日在北愛爾蘭地區實行）。
1865年香港政府訂立《侵害人身罪條例》，法律訂明「違異性行為」（即肛交） 可判終生監禁，或不少於十年的監禁；企圖進行違異性行為、襲擊他人並蓄意進行違異性行為或猥褻傷人襲擊另一名男子亦是違法。但是直至1901年為止並沒有「嚴重猥褻行為」（又稱「粗獷性行為」） 一項，所以罪行僅集中於肛交性行為。1901年立法局通過一份內容包括英國《1885年刑事法修訂法令》第十一條的草案 （成為1901年第三號條例，或1901年《侵害人身罪條例》（第212章）），在「嚴重猥褻行為」 （又稱「粗獷性行為」） 一項之下，男子之間的任何性行為均屬違法，而不只限於肛交行為。以下各條一般統稱為「醜惡行為罪」:
根據《侵害人身罪條例》（第212章）對「雞姦及獸姦」罪訂定罰則：（1）該條例之第四十九條規定，人與同一性別之人性交為觸犯雞姦罪，人與獸性交為觸犯獸姦罪，違者最高可被判終身監禁。上述性交行為不論私下或公開進行，皆屬違法。男人與男人或男人與女人以肛門交合為雞姦。是否經雙方同意並無關係，雙方同屬有罪，且罪行之輕重完全相同。凡人（不論男女）與獸性交，不論以何種方式進行，皆稱為獸姦，是否經雙方同意亦無關係。雞姦罪或獸姦罪，只須進入，即可構成，無須證明曾射精。（2）條例第五十條禁止任何人士企圖犯雞姦或獸姦罪，或意圖犯該等罪名而先進行毆打，或向男子非禮。違犯該條款者最高可遭監禁十年。凡有雞姦或獸姦行為者，不論男女，亦不論係私下或公開進行，皆屬違法。（3）根據條例第五十一條之規定，任何男人，不論私下或公開，與、或參與、或介紹、或企圖介紹任何男人與另一男人進行任何猥褻行為，即屬違法，最高可遭監禁兩年。根據其條文，該條款所指之罪行，乃男人與男人間所犯之罪行，且不限於公開進行始屬犯罪，是否雙方同意亦無關係。一般而言，兩男相戀而進行之一切性接觸均為法律所不容，兩者所犯罪項無輕重之分。
由1901至1914年間，每年因同性性行為被起訴的案件，平均為一至二宗，除了1923年一宗企圖進行「違異性行為」的案件外，1914至1941年間，高等法院沒有任何「違異性行為」罪名的審訊。但是，於同一時期，仍有少量「嚴重猥褻行為」（又稱「粗獷性行為」）和其它輕微罪名（例如男妓勾搭）在裁判法院審理。1955至56年間，13名男子因同性性行為的罪名而被判入獄。在1950至60年代的其餘年份，每年最多有4名男子被判相同罪名成立。 
1969年3月，律政司羅弼時 （Sir Denys Roberts） 向政府、大律師公會和律師會建議跟隨英國，將成年人之間的同性性行為非刑事化，為香港同性性行為非刑事化的第一次嘗試。當時中西人士觀點各有不同，胡鴻烈大律師主張中國道德立場須嚴制裁，而香港大學法律系教授伊雲氏認為私人事不應干預，最終因遭香港華人團體強烈反對而撤回草案。1977年1月，律政司何伯勵向立法局提交《刑事 （修訂） 草案》，其中包括建議將粗獷性行為 （同性戀「罪行」） 之刑罰由兩年監禁的最高刑罰，提升至五年監禁，其後因為立法局的非官守議員的反對，草案於一讀後，12月律政司撤回有關建議。
1976年，市政局議員杜葉錫恩贊成將同性性行為法例修訂，使之與英國本土一致。1977年，聖公會聖約翰大教堂薛本德（Stephen Sidebotham）牧師公開表示支持同性性行為「除罪化」。1979年，藝術中心總經理鄧禮勤將向港府建議廢除把同性性行為定為非法的法例，他認為這項法例已經過時，令香港為數二十萬名同性戀者受到歧視。1980年，港督麥理浩爵士認爲同性性行為法例應該作適當的修改，與英國的法例拉近。
1978年8月14日，執業律師杜菲涉嫌觸犯同性性行為罪行被捕。杜菲投訴被警員誣害，案件於是交由因而成立的「特別小組」處理。後來杜菲認罪，入獄3年，1981年1月出獄。杜菲被捕後，向特別小組負責人布祿智警司透露，香港男妓賣淫情況十分普遍，於是政府成立「特別調查小組」（Special Investigation Unit，簡稱SIU），隸屬警察總部特別行動部，特別著重調查介紹男妓的淫媒和淫辱男童的嫖客。SIU以Rockcorry為代號行動，而政府制定了一份名為「憲章」的文件，明確指出Rockcorry行動主要對付有下面四項：第一個要對付的目標是那些藉介紹男妓圖利的淫媒；第二個目標是淫辱男童的嫖客，但經雙方同意而進行同性性行為的成年人，則不在此限；第三個目標，是在其他調査案件中發現有可靠證據，證明曾觸犯同性性行為罪行的人士 ；第四個目標是特別向警方投訴的同性性行為活動。關於雙方同意進行同性戀的成年人，依照原定綱領，本來可免究治，但如這些成年人是警務人員、司法人員或律師，而有可靠綫索作爲根據，則應予追究，因爲執法人士的同性性行為是不能容忍的。SIU在1982-1984年間對同性戀者的秘密調查達到了高峰，香港檢控同性戀的案件大增，成立前7年中共有128宗，成立後5年共有270宗。1983年，SIU突然襲擊中環某餐室，扣留並盤問了200餘人，從中盤查了同性戀者 （特別是公務員）的私人資料。
1978年，麥樂倫（John MacLennan）結識一名18歲的華裔青年，在元朗警察宿舍數度侵犯他不遂，事情輾轉被警方知道並介入調查，於1980年1月3日檢控麥樂倫8項粗獷性行為罪。1980年1月15日，麥樂倫督察被發現反鎖何文田警察宿舍內，身中5槍身亡。3月12日死因裁判法庭裁定是死因不明。5月23日，律政司發表的新聞稿中卻說有充分証據証明麥樂倫是自殺身亡的。麥樂倫五槍案在社會上引起了很大的迴響。因事件涉及外籍高官，各大英文報章更是大篇幅地追查此案，慢慢社會上形成一股銳不可擋的輿論壓力，促使政府於7月8日成立調查委員會。調查委員會在134日的聆訊中，共有110名證人出庭作供，共有57份供詞，證供謄本多達13,000多頁，最終裁定麥樂倫死於自殺。
麥樂倫五槍案激發起香港同性戀者採取行動，推動同性性行為非刑事化運動。1980年6月14日，律政司和首席按察司要求法律改革委員會研究下述論題：「香港有關同性性行為的現行法律應否予以修改？若然，應如何修改？」1983年6月8日該會公佈「有關同性性行為之法律研究報告書」，建議對於年逾二十一歲之男性雙方同意私下進行之同性性行為活動，法律不予追究，但教唆未滿二十一歲人士受同性侵犯之罪行仍應予以保留。另外，建議將刑事罪條例內「賣淫」一詞之定義， 擴展至包括同性賣淫活動；並將當時保障年青女性之條例中提及「非法性交」一詞之定義，擴展至包括「同性肉體接觸」。
以基督教青少年組織突破機構及蔡元雲醫生為首的教會勢力激烈反對委員會之建議，蔡元雲成立「各界關注同性戀法例聯合委員會」，出版《同性戀透視》一書，認為同性戀是一種心理疾病，需要接受治療，並批評香港法律改革委員會漠視民意、公共衛生及社會道德。1987年8月香港天主教教區公開聲明不再反對同性性行為非刑事化的條例，但立法局內仍有不少人反對同性性行為非刑事化。1988年5月香港及澳門的聖公會也發表同樣的公開聲明。
1988年6月，香港政府發表了諮詢文件《有關同性戀罪行的法律應否修改？》，該文件列出了三項建議給市民的選擇：1.現行法律維持不變。 2.兩名男子彼此同意而私下進行的同性性行為活動，可從刑法中刪除，但這項建議只適用於年齡在21歲以上的男性。 3.對彼此同意而私下進行同性性行為的成年人，減輕刑罰，即由最高刑罰終身監禁減為罰款五千元兼監禁一年。另外, 粗獷性行為由監禁兩年改為罰款二千元兼監禁三個月。」。1988年7月，一群同性戀者發表「醒覺聲明」:
|  | 同性戀者一樣默默地為社會貢獻自己的辛勞，但卻沒未獲得應有的回報，不單止毫無社會地位，甚至連基本人權也被剝奪，這包括私生活不受干涉的權利，以及免受驚恐徬徨的權利，同時又因為法例的禁制以及社會的歧視，同性戀者往往備受不公平的對待，更不能現身替自己抱不平。在此, 我們要求最低限度將成年人在私人地方下的同性性行為非刑事化，而不是減輕刑罰作罷。我們要求生活得有尊嚴，認識同性戀。最後，同性戀者也是香港人的一份子，所以我們願意與所有香港人一起合作建立一個更美好的未來，並希望不再以性與愛的傾向來劃分彼此。 |

1990年7月，立法局經過激烈辯論，終以31票對13票通過同性戀非刑事化。1991年3月22日，港府於憲報刊登非刑事化草案。1991年7月11日，立法局終於在只有6票反對的情況下，《1991年刑事罪行（條訂）草案》 獲得通過，成年男子 （21歲之上，2006年降至16歲） 之間、雙方同意、於私人地方進行的性行為，免刑事責任。

### 同意年齡一致
當時，男男性行為的合法性行為的同意年齡為21歲，但女女性行為或男女性行為則是16歲。基於《刑事罪行條例》，任何男性與另一名21歲以下男子發生肛交，或本身是21歲以下，最高判刑是判處終身監禁。 2004年，申請人梁先生，為一名20歲的男同性戀者，在沒有被逮捕或起訴的情況下向高等法院申請許可進行司法覆核。在他的申請書中，梁先生抱怨指，《刑事罪行條例》中的規定，是帶歧視性的並嚴重干預他的私人生活。由於相關的條文，梁先生沒法透過性愛向他的伴侶表達他的愛意及建立親密的關係，因此，這使他無法建立長期持久的關係。其後果是自卑，孤獨和感到被邊緣化。（原訟庭判詞第6段）
在訴訟期間，梁先生挑戰4條不同的《刑事罪行條例》中的規定，指該4條規定侵犯其憲法權利中的平等權和私隱權。高等法院原訟庭法官夏正民在2005年7月聽取口頭辯論，2005年8月24日，宣布申請人勝訴，並指梁先生所挑戰的四條法例均違反了《香港基本法》及《人權法》中對平等權和隱私權的保障。
香港的宗教團體譴責原訟庭的判決，並要求政府提出上訴。2005年9月，政府宣布提出上訴。上訴庭於2006年7月開始處理此案，並於同年的9月20日作出判決。上訴庭的三位法官認同原訟庭法官夏正民的判決，並一致駁回政府對該案的上訴。宗教團體要求政府再上訴。但香港政府隨後表示會接納高等法院的判決及分析，不會向終審法院上訴。
2007年7月17日，在律政司司長訴丘旭龍中，兩名男子丘旭龍和李錦全，涉嫌於私家車內作出非私下肛交，被香港律政司首次引用《刑事罪行條例》第118F作出檢控。裁判官指檢控條例帶有歧視成分而撤銷控罪，政府提出上訴，終院法官下判詞指香港的普通法中已有禁止市民在公眾地方作出猥褻行為的條例，根本不需要118F以區分男同性戀者，遂裁定有關條例違反《基本法》和《人權法》，撤銷兩人控罪，判無罪釋放。
2014年，判決九年後。律政司終向立法會提交文件修訂法例，將男同志性行為年齡定於16歲，相關條例草案於11 月26 日在立法會三讀通過，並於12月5日于憲報刊登并生效。

## 歧視與仇恨罪保護

### 《基本法》和《人權法》下的保障
香港目前沒有關乎性傾向歧視的反歧視條例，但性傾向歧視在《基本法》第25條及39條和《香港人權法案條例》第1條和第22條之下屬違憲，因這些條文保障了法律面前人人平等的權利。在律政司司長訴丘旭龍中，兩名男子丘旭龍和李錦全，涉嫌於私家車內作出非私下肛交，被香港律政司首次引用《刑事罪行條例》第118F作出檢控。裁判官指檢控條例帶有歧視成分而撤銷控罪，政府提出上訴，終院法官2007年7月17日下判詞指香港的普通法中已有禁止市民在公眾地方作出猥褻行為的條例，根本不需要118F以區分男同性戀者，遂裁定有關條例違反《基本法》和《人權法》，撤銷兩人控罪，判無罪釋放。
在本個案中，終審法院認為，一般而言，法律通常應就相若情況給予相同的對待。不過，在法律面前人人平等的保證並非一定等於要給予絕對平等。為了判斷待遇差別是否有理據支持，我們要了瞭解該差別是否：
1. 為了實踐一個正當的目標而存在，即必須證明該差別有真正必要；
2. 與該正當的目標有合理的關連；及
3. 不超過為達致該正當的目標而需要的程度。

法庭在研究《刑事罪行條例》第118F(1)條的待遇差別時，採用了上述的理據測試，認為基於下列原因，甚至是上述測試的第一個步驟都未能在此確立：
1. 只有同性戀者受制於該法定罪行，但異性戀者則不必受此限制，因而造成基於性傾向的待遇差別；及
2. 政府未能證實該待遇差別有真正需要，換言之，未能確立該待遇差別的作用是為了達致一個正當的目標而存在。

因此，法庭裁定《刑事罪行條例》第118F(1)條屬歧視和違憲的。平等機會委員會其後建議，立法會將《家庭暴力條例》的修正案將保障範圍延伸至包括同性戀伴侶家庭，否則有可能未能滿足理據測試的要求而被判違憲。

### 政府聘用政策
1982年1月5日，公務員銓敘司羅能士發出通告，要求各政府部門向銓敘部提交懷疑是同性戀者的公務員名單，並強調政府不得僱用同性戀者。此通告於同性戀非刑事化後方才撤銷。
現在，在香港政府公務員事務局招聘廣告中聲明：「作為提供平等就業機會的僱主，政府致力消除在就業方面的歧視。所有符合基本入職條件的人士，不論其殘疾、性別、婚姻狀況、懷孕、年齡、家庭崗位、性傾向和種族，均可申請本欄內的職位。」

### 公眾教育
政制及內地事務局亦有編製《性傾向平等機會面面觀》（漫畫書）及《消除性傾向歧視僱傭實務守則》，宣揚消除性傾向歧視的訊息。
立法會議員梁美芬認為不應在中學進行有關性傾向的性教育：「除宗教團體外， 家長也同樣關注有關性傾向的公眾教育。……初中生年紀尚輕， 仍未確立自己的人生價值觀，不應在初中課程加入有關性傾向的課題。由於初中生尚未成熟，不瞭解性傾向所涉及的複雜問題，部分學生或會出於好奇而對非異性戀行為躍躍試。……若推廣和鼓勵非異性戀行為，可能對年青人及傳統家庭和婚姻觀念造成衝擊。由於同性戀不一定是與生俱來，有關性傾向的教育工作只應以低調形式進行。……不應對18歲以下的學生進行有關性傾向的教育。」
立法會議員余若薇則認為：「政府當局應從醫學角度而非純粹從宗教和道德角度教育市民有關性傾向的事宜。海外的醫學研究已經顯示，同性戀屬遺傳、與生俱來及生理方面的自然需要。她認為當局應利用這些研究結果教育公眾，而教育公眾瞭解同性戀，不會鼓勵異性戀者變為同性戀者。」

### 性傾向及性別認同歧視條例
現在香港有4條反歧視法例（《性別歧視條例》、《殘疾歧視條例》、《種族歧視條例》及《家庭崗位歧視條例》），當中不包括性傾向歧視。 
1994年，立法局議員胡紅玉以私人條例草案形式提出《平等機會條例草案》，建議立法禁止就身份及不同狀況所作出的歧視行為，當中包括「性別、家庭崗位、年齡、性傾向、種族、殘疾、政治及宗教理念」，1995年7月28日被立法局否決（24比31票）。
1996年，立法局議員劉千石再以私人條例草案形式重提《家庭崗位，性傾向及年齡平等機會條例草案》。1997年6月27日，以兩票之微（29對27），草案未能獲得通過。
1996年6月，香港政府宣佈不會向草擬保護同性戀者及雙性戀者的反歧視法，原因是根據較早前進行的調查結果，超過85%的市民反對立法保障同性戀者及雙性戀者免受歧視。
2005年4月29日，宗教團體維護家庭聯盟發起聯署聲明表達反對性傾向歧視立法、捍衛一夫一妻、反對同性婚姻的立場，佔報章四版全版篇幅，約九千八百名市民及超過三百個團體聯署登報。
由同志及人權組織撰寫的《香港同志平權報告》研究了 31宗涉嫌性傾向歧視個案，從校園到工作層面，從日常生活到公共政策，同志無處不被欺負。報告並進行了問卷調查，結果顯示公共政策方面的歧視最普遍， 51.2%受訪者稱曾在這方面受歧視。性權會主席邵國華說，報告反映了同性戀者受歧視的情況十分普遍，由輕微的取笑嘲諷，到嚴重的肢體暴力都有，他促請政府馬上立法，維護同志基本人權。民政事務局回應稱，當局現時對是否就性傾向歧視立法一事未有立場，也沒有時間表，政府會繼續聆聽公眾意見。
在2007年3月15日晚上8時於將軍澳電視廣播城舉行的行政長官選舉辯論中，香港電台的記者問兩名候選人（代表泛民主派的梁家傑及獲建制派支持的曾蔭權），作為天主教徒，如何處理性傾向歧視的問題。梁家傑先回答，他表示，會透過立法解決問題，並與社會各界討論，作為特首會居中斡旋，取得平衡點。曾蔭權則表示，對於性傾向歧視問題，現時有國際公約保障，他強調，社會不容許任何歧視，無論是否天主教徒，都要面對現實，聽取各界聲音，在國際有關公約及《基本法》框架內立法。
2012年5月30日，政制及內地事務局局長譚志源表示，因應社會對同性戀議題有不同的看法，若強推反性傾向立法建議將在社會引起廣泛爭拗，製造分化和矛盾，對不同性傾向及跨性別者未必最有利，現階段不是成熟的階段立法，因此並無時間表就反性傾向歧視立法。當局認為透過宣傳及教育較為合適，而社會對同志議題似乎有漸趨開放的迹象，當局將繼續留意民情發展。
2012年香港立法會選舉部份候選人亦支持設立性傾向歧視條例，主要是泛民主派候選人而當時代表民主黨的黃成智則位列最恐同立法會候選人榜首。
2012年11月7日，工黨立法會議員何秀蘭提出議案促請港府就性傾向歧視立法展開諮詢，議案因無法同時通過地區直選及功能界別分組點票，最終被否決。民主派議員除涂謹申外皆在議案投下贊成票。建制派方面，只有新民黨田北辰、葉劉淑儀、港九勞工社團聯會潘兆平及謝偉俊投贊成票。
2013年1月，梁振英在政制及內地事務局成立「消除歧視性小眾諮詢小組」，兩年半來經過多場會議，工作報告於2015年底出爐。其中就是否就立法進行諮詢一項，只以「進一步研究」帶過。據悉，有關報告未得到全體成員同意，同志團體更在本月15日最後一次會議上，質疑政府及小組不肯公開諮詢市民，批評小組主席張妙清嚴重失職，中途離席抗議離席抗議，不歡而散。小組成員之一的立法會議員陳志全發表聲明，對該報告深感失望，批評政制及內地事務局「草草了事，悄悄上載，霸王硬收工。連詢問小組成員最終是否支持也不敢」。

### 其他支援
1998年，香港政府設立「平等機會（性傾向）資助計劃」，資助各項有意義的社區活動計劃，藉以促進不同性傾向人士或跨性別人士享有平等機會，或為性小眾提供支援服務。
2004年9月，香港政府設立「少數性傾向人士論壇」，為非政府組織與政府提供一個正式而固定的溝通渠道，就性小眾及跨性別人士的事宜交換意見。首次會議在2004年9月27日舉行。
2005年9月，香港政府設立「性別認同及性傾向小組」，促進不同性傾向人士及跨性別人士的平等機會。

### 個別公司政策
2010年，高盛集團及IBM贊助公益企業進行題為「為香港同／雙性戀和跨性別僱員創造共融工作間 ﹣僱主資源指南」的研究。這份報告從歷史、法律、工作間的角度，探討了香港同／雙性戀和跨性別（同志）僱員所面對的一些挑戰，並提供了一些非常實用的建議，讓香港企業明白如何創造更共融的工作間。儘管如此，雖然不少跨國企業，已在歐美各地制訂及推行了不少開明的政策和計劃，卻未有在香港推行。儘管香港各界，有提倡建立更平等的社會，但香港政府並未承認同性伴侶關係，且未有就性傾向或性別認同訂立平等機會法例。缺乏法律支持和保障，往往令香港同志在社會上及工作間內面對種種困難。
其他有制訂性傾向平等機會政策的部分大型香港公司包括：
- 香港電燈：「我們致力提供平等機會予任何個人於僱傭範疇內或僱傭期間之活動，當中包括招聘、培訓、晉升、調職、薪酬、福利、終止合約等；此等機會不會受年齡、性別、身體健康或精神狀況、婚姻狀況、家庭崗位、種族、膚色、國籍、宗教、政治聯繫和性取向等所影響。」[45]
- 思捷環球：「我們絕不容許任何形式的歧視行為，不論是年齡、膚色、殘疾、婚姻狀況、國籍、公民身份、種族、宗教、性別、性取向、資歷或其他因素。」[46]
- 電訊盈科集團：「我們已訂立不歧視及不騷擾政策，以協助確保我們所有員工及客戶不論族裔、種族、國籍、血統、膚色、宗教及信仰、性別、性傾向、性別認同或表現、身體及精神殘障、醫學狀況（包括懷孕）、年齡、婚姻狀況、家庭狀況、公民身份、政治傾向，或任何其他原因或特徵，均可獲得平等對待，受到尊重和享有尊嚴。我們期望客戶及業務夥伴亦會給予我們的員工同等的對待。」[47]

另外，有來自香港近20間跨國投資銀行及金融機構的僱員，組成「香港跨銀行同志論壇」，約每月開會討論多元性議題。

## 同性婚姻、同性伴侶、同性配相關
目前香港對於同性婚姻或民事結合不承認，亦沒有反性傾向歧視條例。
在2023年9月5日，香港終審法院就岑子杰訴律政司司長案頒下判詞，裁定上訴部份得直，裁定政府未有履行積極義務，為同性伴侶確立替代途徑以承認他們的婚姻關係，亦未有給予同性伴侶適當權利。終審法院並於2023年10月27日頒令，要求政府須在當日起的兩年內確立同性伴侶關係替代框架（替代框架），使同性伴侶關係能獲法律承認。

## 香港政府對於LGBT議題的立法、司法和行政演變史

### 立法

#### 香港法律改革委員會
1983年，「麥樂倫事件」直接導致法律改革委員會公佈《有關同性性行為之法律研究報告書》，建議法律不予追究年逾21歲男性在雙方同意而私下進行之同性性行為。

#### 立法會
1990年7月，經過激烈辯論，終以31票對13票通過同性戀非刑事化。

##### 性傾向歧視條例
1994年，立法局議員胡紅玉提出私人條例草案（《平等機會條例草案》），建議立法禁止就身份及不同狀況，當中包括「性別、家庭崗位、年齡、性傾向、種族、殘疾、政治及宗教理念」作出的歧視行為[3]，最後遭否決。
1996年立法局議員劉千石再以私人條例草案形式重提《家庭崗位，性傾向及年齡平等機會條例草案》。1997年6月27日，以兩票之微（29對27），草案未能獲得通過
2012年11月7日，何秀蘭議員動議“同志平權”議案。

##### 民政事務委員會
2000年，立法會民政事務委員會重新就應否定立性傾向歧視法討論。八月二十日舉行討論，不同團體的發言。

##### 研究性傾向歧視問題小組委員會
2000年-2004年，為研究香港性傾向歧視問題，成立研究性傾向歧視問題小組委員會。
2001年7月10日，民政事務委員會會議提交的報告
2004年5月，提交報告，建議政府重新立法。

##### 政制事務委員會
2017年5月，簡介政府在消除性傾向及性別認同歧視方面的工作進展。 

##### 2009年家暴條例（修訂）條例草案
2009年

##### 2014年婚姻（修訂）條例草案
在2014年2月18日的會議上，行政會議建議，行政長官指令向立法會提交《2014年婚姻(修訂)條例草案》，以落實終審法院於W訴婚姻登記官（FACV 4/2 012）一案（簡稱「W案」）下達的命令。
2014年2月18日，成立《2014年婚姻(修訂)條例草案》委員會。
2014年2月28日，提出法案。
2014年5月30日，保安局局長黎棟國發表文章，指《2014年婚姻（修訂）條例草案》符合法治精神。
2014年10月22日，立法會以11票贊成，40票反對，5票棄權，否決《2014年婚姻（修訂）條例草案》（《條例草案》）恢復二讀辯論的議案。
2014年10月31日，平等機會委員會就《2014年婚姻(修訂)條例草案》發出聲明。

##### 私營骨灰安置所條例
2016年11月11日研擬《私營骨灰安置所條例草案》，議員張超雄、陳志全、朱凱廸、羅冠聰提出修正案，包括修訂合資格申索骨灰的「相關人士」資格，只須於死者逝世前同住1年；把海外結婚同性伴侶列為「親屬」；2017年5月25日該條例三讀通過，上述修正案遭到否決。

##### 2014年成文法（雜項規定）條例草案
2014年11月26日，立法會三讀通過經修訂或廢除的條文，包括《刑事罪行條例》。男男同性性行為的合法年齡修訂為16歲。政府在覆核案9年後，始向立法會呈交條例草案，令新例終在去年底才正式獲得通過。

##### 研究同志締結伴侶政策
2018年11月19日，陳志全議員提出，內容為：「本會促請政府研究制訂讓同志締結伴侶關係的政策，令同性伴侶得享與異性伴侶平等的權利。」

### 司法

#### 案例
| 日期                                                  | 案件                                       | 事件 | 判決                                         | 結果 | 案件號碼                                                   |
| ----------------------------------------------------- | ------------------------------------------ | --- | -------------------------------------------- | --- | ---------------------------------------------------------- |
| 1978年8月14日                                         | 杜菲案                                     | 執業律師杜菲涉嫌觸犯同性戀罪行被捕。 | 杜菲認罪，入獄3年。                          | 港府成立SIU特別調查小組（Special Investigation Unit）                                                                                  |                                                            |
| 1983年                                                | 麥樂倫五槍案                               | 1980年1月15日，被控侵犯同性青年的警務處英籍督察麥樂倫被發現反鎖何文田警察宿舍內，身中5槍身亡。 | 裁定麥樂倫是死因不明。                       | 同性戀非刑事化 |                                                            |
| 2006年7月9日                                          | 曹文傑訴廣管局案                           | 廣管局對香港電台一個有關同性戀者的紀錄片而發出的一強烈勸諭。曹文傑不服上訴。 | 原訴人曹先生勝訴。                           | 高等法院推翻廣管局的裁決。 | HCAL 69/2007                                               |
| 2013年5月13日 （主體判決） 2013年7月16日 （補充判決） | W訴婚姻登記官                              | W聘請了律師，向婚姻登記處確認她是否可以與她的男友結婚。W後來被拒。W小姐不服上訴。 | W勝訴                                        | 完全變性之變性人可和異性結婚。 | FACV 4/2012                                                |
| 2006年9月20日                                         | 梁TC威廉·羅伊訴律政司司長案                | 梁先生指《刑事罪行條例》中的規定，是帶歧視性的並嚴重干預他的私人生活。由於相關的條文，梁先生沒有辦法透過性愛向他的伴侶表達他的愛意及建立親密的關係，因此，這使他無法建立長期持久的關係。其後果是自卑，孤獨和感到被邊緣化。 |                                              | | HCAL 160/2004、CACV 317/2005                               |
| 2007年7月17日                                         | 律政司司長訴丘旭龍                         | 於2004年4月，案中的兩名男被告丘旭龍和李錦全，被發現於一停泊在偏僻陰暗公路的私家車中發生性行為。 | 判處該條例違憲，以及撤銷兩名被告的所有控罪。 | 創立了「有理可據驗證標準 (the justification test)」 2014年，判決九年後。律政司終向立法會提交文件修訂法例，將男同志性行為年齡定於16歲。 | FACC 12/2006                                               |
| 2018年7月4日                                          | QT案                                       | 英籍女同志QT於高院提出司法覆核，入境處拒絕批出受養人簽證，讓她同性配偶來港 | QT勝訴                                       | 入境處上訴至終審法院，但失敗告終。 | CACV 117/2016 FACV 1/2018                                  |
| 2019年6月1日                                          | 梁鎮罡案                                   | 入境處高級入境事務主任梁鎮罡，早前在新西蘭與同性伴侶註冊結婚，但遭公務員事務局和稅務局拒絕向其伴侶提供醫療、牙科，以及合併評稅的福利。                                                                                     | 梁鎮罡勝訴                                   | | CACV 126/2017 FACV 8/2018                                  |
| 2024年11月25日                                        | Nick訴房委會                               | 一對男同志伴侶在加拿大締結同性婚姻後，回港以兩人家庭名義申請公屋，房署申請被拒。故提出司法覆核挑戰房署決定。 | 申請人勝訴。                                 | 房委會不服有關判決提上訴，均被上訴庭駁回。其後政府上訴至終審法院，但失敗告終。                                                         | HCAL 2647/18、CACV 81/2020、FACV 2/2024                    |
|                                                       | MK案                                       | 一名代號MK的香港女子，早前向高院申請司法覆核，指欲與同性伴侶在香港締結合法的配偶關係，但香港政府並無相關機制，這是違反《基本法》及《人權法》。                                                                             |                                              | 案件被駁回 | HCAL1077/2018                                              |
|                                                       | TF案及STK案                                | TF及STK案《婚姻條例》第40條「一男一女自願終身結合」違憲，及《婚姻訴訟條例》第20(1)(d)條違憲，即婚姻不是「一方為男，一方為女」即無效的規例；而STK亦要求政府承認同性伴侶在外地結婚的婚姻。                                   |                                              | | HCAL2648、2682/18                                          |
|                                                       |                                            | 在港販毒被囚的菲律賓籍跨性別者提出司法覆核，稱在囚期間遭警方及懲教署不人道對待。 | 申請人部分勝訴。                             | | HCAL93/2015                                                |
|                                                       |                                            | 同志社運人士李德雄，不滿公共圖書館將10本涉同性戀和跨性別議題兒童圖書，存放於閉架的決定，入稟高院申請司法覆核。 |                                              | | HCAL1196/2018                                              |
| 2017-2023年                                           | Q訴入境事務處處長 謝浩霖訴入境事務處處長案 | 三名跨性別人士早前入稟申請司法覆核，指入境處以他們未完成整套變性手術為由，拒把他們身份證上的性別由女變男，是違反《人權法》和有性別歧視之嫌。                                                                               | 申請人（Q及謝浩霖）勝訴                      | | HCAL 229/2015、HCAL 154/2017、HCAL 189/2017、FACV 8-9/2022 |
| 2018-2023年                                           | 岑子杰訴律政司司長案                       | 「彩虹行動」成員、前民陣召集人岑子杰早前就香港法律不承認海外同性婚姻提司法覆核 | 申請人（岑子杰）勝訴                         | | HCAL 2682/2018、HKCA 1247/2022                             |
| 2024年11月25日                                        | 同志房屋及遺產平權案                       | 香港终审法院就三宗与同性伴侣权益有关的上诉案件，裁定同志一方在三宗案件中维持胜诉。這意味著香港同性伴侣遗产继承申请公屋与异性夫妇同权                                                                                       | 申請人勝訴。                                 | | FACV 2-4/2024                                              |

### 行政
1996年，政府調查顯示85%市民反對訂立性傾向歧視條例，政府決定以教育代替立法。

#### 民政事務局
2004年11月，民政事務局委託弘達香港顧問有限公司進行一項有關市民對同性戀者看法的意見調查，在2005年10月22日至31日進行電話調查訪問工作。成功聯絡了2,068名年齡介乎18歲至64歲的居港人士接受電話訪問。2006年3月發表調查報告。
2005年2月，民政事務局委任3人小組（張妙清、梁美芬、陳耀莊）調查市民對不同性傾向的接納程度。
2005年5月，民政事務局因不少聲音強烈反對，口風略轉，有關調查押後至年底。
2005年6月，民政事務局公佈調查結果，並將報告提交立法會民政事務委員會，政府表示由於社會各界對立法存有不少矛盾，暫時擱置立法。

#### 政制及內地事務局
1998年，發表消除性傾向歧視僱傭實務守則
1998年，政府設立「平等機會(性傾向)資助計劃」，資助各項有意義的社區活動計劃，藉以促進不同性傾向人士或跨性別人士享有平等機會，或為性小眾提供支援服務。
2004年4月，少數性傾向人士論壇成立，為非政府組織與政府提供一個正式而固定的溝通渠道，就性小眾的事宜交換意見。
2005年5月成立 性別認同及性傾向小組 
2005年7月7日，性別認同及性傾向歧視投訴
2013年6月10日－2015年12月31日 消除歧視性小眾諮詢小組
不歧視不同性傾向及跨性別人士的宣傳短片
2018年4月3日，政制及內地事務局局長鼓勵僱主採納《消除性傾向歧視僱傭實務守則》

#### 性別承認跨部門工作小組
為跟進終審法院在W訴婚姻登記官[2013] 3 HKLRD 90（終院民事上訴2012年第4號，2013年5月13日）一案的裁定和意見，政府於2014年1月13日成立性別承認跨部門工作小組（簡稱“工作小組”），研究是否需要就香港的性別承認議題進行立法和訂立相關的行政措施。
2014年1月13日，成立性別承認跨部門工作小組
2016年7月6日，在立法會會議上楊岳橋議員的提問和律政司司長有關工作小組的工作進展。
2017年11月20日，性別承認立法舉行聽證會。

### 發展
| 日期           | 事件         | 行政 | 立法 | 司法 | 其他 |
| -------------- | ------------ | --- | --- | --- | --- |
| 1969年         |              | 港府希望把英國同性性行為非刑事化的法例引進香港，但遭香港華人團體強烈反對而撤回。 | | | |
| 1978年8月14日  |              | 政府成立「特別調查小組」(SIU)調查介紹男妓的淫媒和淫辱男童的嫖客，更指明執法人員的同性性行為是「不能容忍」的。」。 | | 執業律師杜菲涉嫌觸犯同性戀罪行被捕。杜菲投訴被警員誣害，案件於是交由因而成立的「特別小組」處理。後來杜菲認罪，入獄3年，1981年1月出獄。杜菲被捕後，向特別小組負責人布祿智警司透露，香港同性戀賣淫情況十分普遍，於是政府成立「特別調查小組」(SIU)調查介紹男妓的淫媒和淫辱男童的嫖客，更指明執法人員的同性性行為是「不能容忍」的。」。                                                                 | |
| 1983年         | 麥樂倫五槍案 | | 法律改革委員會出版「有關同性戀行為之法律研究報告書」從而開始有關的討論。 | 麥樂倫五槍案裁定麥樂倫是死因不明。 | |
| 1990年7月      |              | | 立法局以31票對13票通過「同性戀行為非刑事化」。1991年生效。 | | |
| 1994年         |              | | 時任立法局議員胡紅玉女士提出《平等機會條例草案》。 | | |
| 1996年         |              | 政府分別就性別歧視、殘疾歧視及家庭崗位歧視立法，並成立平等機會委員會執行這三條歧視法。 | | | |
| 1996年         |              | 政府調查顯示85%市民反對訂立性傾向歧視條例，政府決定以教育代替立法。 | | | |
| 1996年         |              | | 劉千石議員提出平等機會條例草案修訂，包括家庭責任、性傾向及年齡歧視。 | | |
| 1997年         |              | | 劉千石議員提出的私人草案以兩票之微不獲通過。 | | |
| 1998年         |              | 民政事務局發表＜消除性傾向歧視的僱傭實務守則＞ | | | |
| 1998年         |              | 政府設立「平等機會(性傾向)資助計劃（页面存档备份，存于） 」，資助各項有意義的社區活動計劃，藉以促進不同性傾向人士或跨性別人士享有平等機會，或為性小眾提供支援服務。                                                                                  | | | |
| 2000年         |              | 同志電影《攣攣少女心》海報因兩少女相擁露背被評為三級淫褻。 | | | |
| 2000年12月     |              | | 立法會民政事務委員會重新就應否定立性傾向歧視法討論。八月二十日舉行討論，不同團體的發言。 | | |
| 2001年7月10日  |              | | 研究性傾向歧視問題小組委員會向民政事務委員會會議提交的報告[CB(2)2053/00-01] | | |
| 2004年5月      |              | | 香港立法會民政事務委員會屬下研究性傾向歧視問題小組提交報告，建議政府重新立法。 | | |
| 2004年9月      |              | 少數性傾向人士論壇成立 | | | |
| 2004年11月     |              | 民政事務局委託弘達香港顧問有限公司進行一項有關市民對同性戀者看法的意見調查，在2005年10月22日至31日進行電話調查訪問工作。成功聯絡了2,068 名年齡介乎18歲至64歲的居港人士接受電話訪問。2006年3月發表調查報告（页面存档备份，存于）。                    | | | |
| 2005年2月      |              | 民政事務局委任3人小組(張妙清、梁美芬、陳耀莊)調查市民對不同性傾向的接納程度。 | | | |
| 2005年5月      |              | 民政事務局因不少聲音強烈反對，口風略轉，有關調查押後至年底。 | | | |
| 2005年6月      |              | 民政事務局公佈調查結果，並將報告提交立法會民政事務委員會，政府表示由於社會各界對立法存有不少矛盾，暫時擱置立法。 | | | |
| 2005年8月      |              | | | 高等法院夏正民法官裁定男同志獲勝訴，指香港肛交合法年齡的法例是違反基本法及人權法。後來律政司提出上訴。案件於2006年9月審結，上訴庭裁定香港現時肛交的合法年齡21歲的法例構成對男同性戀者歧視，應降至16歲。 | |
| 2005年9月      |              | 政府決就男性肛交案上訴。 | | | |
| 2005年9月      |              | 政府設立「性別認同及性傾向小組（页面存档备份，存于）」促進不同性傾向人士及跨性別人士的平等機會。 | | | |
| 2005年10月     |              | 民政事務局完成不同性傾向人士及跨性別人士的平等機會調查。 | | | |
| 2006年         |              | | | | 何念祖（ Nigel Huckstep）(居港英國人)和他的同性伴侶甄建華希望在英國駐港總領事館辦理「公民結合」手續，為一旦生病對方可到醫院探望，一旦離世可讓對方繼承財產等實際考慮。但英國駐港總領事館需港府同意，才能提供有關服務。民政事務局表示，現階段不適宜同意讓同性戀者在香港的英國總領事館登記結合，因當局正進行有關反性傾向歧視立法的諮詢，不想被認為已有立場取向。 |
| 2006年2月      |              | 特區政府曾就英國民事結合法案在港實行情況作出討論。因為根據英國的有關法例，持有英國國民 (海外)護照(BNO)人士，若獲得當地政府同意，可在當地的英國領事館登記註冊。香港特區政府其後在4月表示反對，因此BNO持有人士不可於香港的英國領事館進行同性伴侶註冊。 | | | |
| 2006年9月20日  |              | 政府隨後表示會接納法院的判決及分析，不會向終審庭上訴。 | | 上訴庭的三位法官認同原訟庭法官夏正民的判決，認為男同性戀的合法性行為的同意年齡為21歲，但女同性戀或異性戀則是16歲的規定，違反了《香港基本法》及《人權法》中對平等權和隱私權的保障，並一致駁回政府對該案的上訴。宗教團體要求政府再上訴。 | |
| 2006年12月     |              | | 同性戀者要求在《家暴條例》修訂時，將同性伴侶加入受保護類別。其後受到基督教保守派團體的反對，並在立法會集會公開反對。政府在2007年最終將條例改名為《家庭及同居暴力條例》。                                                                     | | |
| 2007年6月      |              | | | 曹文傑訴廣管局案 廣管局於2007年1月對港台《鏗鏘集》的《同志‧戀人》作出強烈勸喻，認為節目偏袒同性戀者，不適合於合家歡時段播放，港台其後沒有作出上訴，反而節目中其中一位同性戀受訪者入稟高等法院，提出司法覆核，要求推翻廣管局的決定。08年5月8日法官夏正民裁定《同志．戀人》沒有違反《通用業務守則》中「持平報導」的準則，判同性戀者勝訴。                                                             | |
| 2007年7月      |              | | | 律政司司長訴丘旭龍案中，終審法院裁定性傾向屬於《基本法》及《香港人權法案》中受保護的「其他身分」類別，任何基於性傾向的差別對待均要通過三項嚴格的憲制審查， 證明「(1)該待遇差別的存在必須是為了貫徹一個合乎情理的目標。目標要合乎情理，必須證明該差別有真正必要、(2)該待遇差別與該合乎情理的目標必須有 合理的關連，以及(3)該待遇差別必須不能超過為達致該合乎情理的目標而需要的程度」，否則便屬違憲。 | |
| 2009年5月7日   |              | | 立法會與申訴團體會晤，討論該申訴團體提出有關立法禁止性傾向歧視的要求。此事已轉交政制事務委員會跟進。立法會秘書處申訴部就與性傾向及性別認同有關的歧視問題發出的轉介文件。                                                                     | | |
| 2009年12月16日 |              | | 立法會三讀通過《2009家庭暴力（修訂）條例草案》，2010年1月1日生效，將同性同居者及前同性同居者納入《家庭暴力條例》的保障範圍，讓同居關係一方，不論同性或異性，可向法院申請強制令，免受另一方的騷擾。條例同時更名為《家庭及同居關係暴力條例》。 | | |
| 2010年1月12日  |              | | 立法會秘書處申訴部就與性傾向及性別認同有關的歧視問題發出的轉介文件， | | |
| 2010年10月5日  |              | 一名接受變性手術、由男變女的香港居民，因為出生證明所寫的性別仍然是男性，到婚姻登記處與另一名男子註冊結婚時被拒絕。其後變性人提出上訴，2011年10月上訴庭重審，但最終維持原判。                                                                         | | 申請司法覆核，在高等法院被裁定敗訴 | |
| 2012年9月7日   |              | | 人民力量的陳志全當選立法會議員後公開同性戀身份，成為香港立法會首位同性戀傾向的議員。 | | |
| 2012年11月7日  |              | | 工黨議員何秀蘭向立法會提出動議，促請政府盡快就立法保障不同性傾向人士的平等機會及基本權利展開公眾諮詢，諮詢議案最後在分組點票被否決。 | | |
| 2012年1月16日  |              | 行政長官梁振英於施政報告公開交代政府會繼續廣泛聽取不同的意見，目前並無任何諮詢計劃。 | | | |
| 2013年6月10日  |              | 政制及內地事務局宣布，成立消除歧視性小眾諮詢小組，就性小眾被歧視的關注及相關事宜向政府提供意見。取代了於二零零四年九月設立的少數性傾向人士論壇的職能。                                                                                               | | | |
| 2014年5月12日  |              | 平機會推出有關立法禁止性傾向、性別認同及雙性人身份歧視的可行性研究 | | | |
| 2014年7月14日  |              | 平機會聲回應捍衛家庭價值大聯盟指「有關立法禁止性傾向、性別認同及雙性人身份歧視的可行性研究」立場偏頗 | | | |
| 2015年5月27日  |              | 平機會聲明：回應「同性/雙性戀及跨性別中學生在校園遇到的騷擾和歧視經歷」研究結果 | | | 香港教育學院發表「同性／雙性戀及跨性別中學生在校園遇到的騷擾和歧視經歷」研究 |
| 2016年1月26日  |              | 平機會公布「立法禁止性傾向、性別認同及雙性人身份歧視的研究」的結果 | | | |
| 2017年3月9日   |              | 平等機會委員會(平機會)及香港中文大學香港亞太研究所性別研究中心(性別研究中心)發表聯合聲明(請參閱附件)，呼籲政府盡快就禁止性傾向、性別認同和雙性人身份歧視進行公眾諮詢並且立法。                                                                       | | | |

## 公眾態度

### 民意調查
2007年的蓋洛普民意測驗發現，56%的香港人認為，香港是一個同性戀者的“好地方”；而35%的人認為這“不是一個好地方”。
民政事務局於2004年11月委託弘達香港顧問有限公司進行一項有關市民對同性戀者看法的意見調查，在2005年10月22日至31日進行電話調查訪問工作。成功聯絡了2,068名年齡介乎18歲至64歲的居港人士接受電話訪問。2006年3月發表調查報告。
據香港女同盟會的調查顯示，約三成的歧視行為在校園內發生，師長、同學更是第二位最常歧視同志的人，僅次於公眾場合的陌生人。
2012年1月香港小童群益會「性向無限計劃」及香港中文大學學生會，進行的一項名為「大學生對同性戀者看法」網上調查顯示，超過7成受訪者曾與同性戀者接觸；65%異性戀大學生支持同性伴侶應有權結婚。同時，62%受訪者同意政府應立法禁止性傾向歧視。
2013年10月的港大民調顯示，支持同性婚姻合法化的百分比，較去年微升0.6百分點至33.3%；反對就上升4.1百分點至43.1%。支持和反對差距擴大至相差9.8百分點，反映意見兩極化。另外，調查顯示29.8%受訪者承認自己歧視性小眾，比率較去年調查上升2.9百分點。
2014年1月的港大民調顯示，香港大多數市民支持授予同性伴侶權利。報告顯示，雖然只有27％的市民完全同意准許同性伴侶結婚和12％的人表示比較支持同性婚姻，但高達74%的市民支持同性伴侶應該至少享有異性伴侶的全部或部分權利。例如，65%的市民認同若果同性伴侶的一方患病留院，另一方應該能夠在醫院僅限家庭成員探訪的時間進行探訪（另有20%持中立意見）；61%的市民認同同性伴侶應該受到住房歧視方面的保護（另有17%為中立）；66%的市民認同若果同性伴侶的一方在致命事故中身亡，伴侶的另一方應該能夠就此提出起訴（另有18%為中立）；而55%的市民則認同同性伴侶應該能夠相互繼承財產（另有23%為中立）。
2016年6月民建聯進行民調，指57%受訪者反對同性婚姻合法化，支持則有26.8%。
2018年2月，浸會大學傳播系助理教授楊天逸的調查，39.4%受訪者反對或非常反對同性婚姻立法，稍多於同意或非常同意的32.7%。

### 公眾問卷調查結果[113]
| 調查時間              | 調查機構                     | 受訪人數 | 訪問題目                                                                                                 | 極贊成 | 贊成 | 中立 | 反對 | 極反對 | 平均值 | 參考            | 備注 |
| --------------------- | ---------------------------- | -------- | --- | ------ | ---- | ---- | ---- | ------ | ------ | --------------- | ---- |
| 2012年11月1日至6日    | 香港大學民意研究計劃         | 1,022    | 咁你有幾支持或者反對同性婚姻或註冊伴侶合法化                                                             | 10.5   | 22.3 | 18.5 | 15.8 | 23.1   | 2.8    | [ 115 ]         |      |
| 2013年6月             | 香港大學比較法及公法研究中心 |          | 對於准許同性伴侶結婚，你同意抑或唔同意呢?                                                                | 26.3   | 11.4 | 19.6 | 5.8  | 37.0   | 2.846  | [ 116 ]         |      |
| 2013年10月18至19日    | 香港大學民意研究計劃         | 505      | 咁你有幾支持或者反對同性婚姻或註冊伴侶合法化                                                             | 8.3    | 25.0 | 13.8 | 24.0 | 19.1   | 2.8    | [ 117 ]         |      |
| 2014年                | 香港大學社會科學研究中心     | 410      | 對於准許同性伴侶結婚，你同意抑或唔同意呢                                                                 | 27     | 12   | 20   | 6    | 36     | 2.9    | [ 118 ]         |      |
| 2015年                | 香港中文大學性別研究中心     | 1,005    | 對於同性伴侶可以通過民事結合嘅法律程序，取得其他異性伴侶可享有嘅相同權利，但不承認為婚姻，你有點樣嘅睇法 | 6.4    | 31.0 | 14.2 | 22.9 | 19.9   | 2.8    | [ 119 ] [ 120 ] |      |
| 2015年                | 香港中文大學性別研究中心     | 1,005    | 你對同性婚婟有咩睇法？                                                                                   | 6.8    | 22.3 | 26.1 | 19.6 | 22.8   | 2.7    | [ 119 ] [ 120 ] |      |
| 2015年12月至2016年3月 | 香港城市大學應用社會科學系   | 2,051    | 應該更改婚姻法對性別的要求，必須將要求由男和女改為不分男或女                                             | 0.5    | 12.0 | 18.8 | 12.1 | 56.7   | 1.87   | [ 121 ] [ 122 ] |      |
| 2017年5月12日至6月6日 | 香港大學比較法及公法研究中心 | 1,437    | 對於准許同性伴侶結婚，你同意抑或唔同意呢?                                                                | 34.4   | 16.0 | 17.0 | 5.2  | 27.4   | 3.248  | [ 116 ]         |      |

## 允許男男性接觸者（MSM）進行捐血爭議
任何人往香港紅十字會捐血，都要先填一份問卷，當中第廿三條有關生活習慣，問及如果是男性，有否曾經與另一名男性發生性行為。如答是則不能捐血。紅十字會輸血服務中心指，這樣做是為了保障捐血者和受血病人的安全，並非歧視任何人，又指做法與世界各地相近。香港醫學會前會長蔡堅則指其實無論甚麼人捐血，都要經詳細檢驗和分析，確保沒有帶任何病毒，才可以提供給病人使用，不應該單單因為性傾向，而決定可否捐血。
2001年5月6日，香港紅十字會舉辦活動時，彩虹行動、十分一會、新婦女協進會、紫藤及理工大學數名同學等一行廿多人，到場抗議新修訂的《捐血登記表格》，其中會問及其性傾向及性行為情況，歧視男同性戀者及性工作者，剝奪其捐血權利，要求作出修改。
2001年7月5日立法會民政事務委員會屬下研究性傾向歧視問題小組提交報告，包括捐血、電影檢查及同性肛交及異性肛交兩項罪行的適用範圍。
2017年9月25日，醫管局將原本永久暫緩男同性戀者捐血的規則，修改為一年暫緩期限，即是捐血前一年內沒有「男男性行為」，就可以捐血。

## 「拗直治療」爭議
2006年12月1日，香港女同盟會、彩虹行動、香港十分一會等同志組織亦曾發動遊行，抗議民政事務局准許「新造的人協會」加入民政事務局的「少數性傾向論壇」，但直至2009年，「新造的人協會」仍在此論壇中。
2009年5月29日，《文汇报》曾報導一名接受「拗直治療」的大学男生「承受極大心理壓力……極度低落，接觸別人時會緊張出汗及心跳加速，難以專注工作，也封閉自己，其後證實患上焦慮及抑鬱症，需服藥治療。现时，他与一名同性朋友交往逾1年，慢慢重新建立自信，病情已转好及停止服药，其父母亦接受他的性倾向。」
2010年1月18日，立法會議員何秀蘭則表示：「根據醫管局的看法，同性戀本身並非需要治療的疾病，因而無須接受醫治。部分同性戀者要求接受治療或輔導，原因是他們因本身的性傾向而感到困擾，或因受到歧視對待以致情緒低落。」
康貴華醫生（精神科專科醫生）和梁趙穎懿女士（高級心理輔導員）聲稱「新造的人協會」——這機構是一個幫助同性戀掙扎者改變性傾向的輔導機構。
2011年6月17日，社會福利署舉行由明光社夥伴團體「新造的人協會」主講的講座，主席暨精神科醫生康貴華擔任主講嘉賓。治療班題目為「給被同性吸引的青少年提供輔導」，目的是教授社工如何為同性戀者治療，改變其性格，將他們重新塑造為異性戀者。十多名同志組織「彩虹行動」成員在訓練中心外抗議，質疑社署此舉違反社工工作指引，歧視同性戀者，同性戀病態化，散播偏見，有違聯合國標準，聲言會去信世衛投訴社署，並發起全球聯署，抗議香港政府以公帑推廣「拗直治療」。截至2011年7月15日，已有2萬人參與聯署，並引起逾20個海外傳媒報道，有外國精神科及心理醫生質疑社署作為政府部門帶頭鼓吹不科學、不人道的拗直治療，為香港恥辱。纽约亚太裔男同志协会（GAPIMNY）和亚裔 女同志协会（QWAVE）在紐約曼哈頓香港經貿辦事處外示威，指「拗直治療」由美國輸出，是文化帝國主義，让香港的同性恋者遭受更大的歧视和压力，不敢向身边的朋友家人承认自己的性取向。香港性教育會副會長吳敏倫更將「拗直治療」比喻為「種族隔離」，將「新造的人協會」比喻為「香港三K黨」，質疑政府的做法。彩虹行動指今次講座的總負責人、社署總社工李張一慧違反社工操守，須為事件負全責。
「新造的人協會」於2011年6月23日發出澄清啟示，指出同志團體「彩虹行動」完全沒有事實拫據，強加「拗直治療」的惡毒標籤於其機構身上，並表示對於強烈不滿，深表遺憾。澄清內容包括「新造的人協會」與明光社為兩個於行政為財政上完全獨立的機構。「新造的人協會」的輔導服務，無論是個人或支援互助小組，都不是提供「更正治療」（Reparative or Conversion Therapy），並不是將同志「改變」成異性戀者；其中的支援互助小組，主要是透過閱讀書籍、講座、工作坊或營會，同時，小組重視每位組員作為獨特個體，以維繫深厚而健康的友誼；親屬互助小組讓家長分享感受，冷靜深入認識同性戀，去除家長的自責、內疚和羞愧，避免將子女的同性戀狀況無限放大，情理兼備與同性戀家人保持坦誠的溝通和同行的關係，建立和諧互愛的家庭。最後，該聲明亦指出，6月17日下午舉行的香港社會福利署「輔導同志青少年講座」是邀請康貴華醫生作講員，而不是「新造的人協會」。事件最後得到澄清。
「新造的人協會」的澄清啟示也提到：「本協會尊重那些因性傾向感到困擾或希望離開同性戀的同性戀者的個人意願，透過全人的關顧，為他們提供支援。離開同性戀並不是等同「改變同性戀傾向」，而是當事人選擇不再追求同性戀關係的情感滿足，轉而發展或改善其他的友情、親情、或嘗試進入異性戀，重新經歷被愛和接納，填補心中對愛的強烈渴求，重拾欣賞自己的喜樂人生。」不過，康貴華醫生也承認，這種「嘗試」成功機會很少：「不少要求改變性傾向的受輔導者，他們如能減少同性吸引，不作回應，持守貞潔，已經十分成功，要受異性吸引，甚至結婚生仔，就更少。」
2011年6月25日，浸會大學宗教及哲學系副教授關啟文亦於2011年6月25日，在基督教報刊「時代論壇」刊登文章，指出報章的評論作家劉健威和高慧然對「同運到社署抗議」事件的評論，是對同性戀輔導的誤解與偏見。
2009年6月24日，立法會議員黃成智在立法會會議上說：「一些同性戀及前同性戀人士最近與本人會面時反映，當同性戀人士希望脫離同性戀生活方式或改變性傾向時往往欠缺支援。就此，行政機關可否告知本會：（一）政府現時對於向同性戀人士提供上述支援服務的政策為何；該項政策是否基於認同同性性行為是不能改變的觀點，以及提供該等服務屬歧視同性戀者行為的理解；若然，原因為何；（二）政府現時有否為希望改變同性戀傾向的人士提供輔導服務；若有，詳情為何；若否，原因為何；……」
2016年5月12日，《立場新聞》記者以「放蛇」的形式，親身參與了協會的「導向」小組活動，三節活動合共約長六小時。

2017年10月16日，《香港01》訪問一名曾參與「拗直治療」的同志基督徒，治療最後以失敗告終。

### 聯合國
1990年5月17日，聯合國的世衛大會正式的把同性戀由當時的疾病名冊中移去，亦即意味著世衛和聯合國都不再視同性戀為任何的疾病或不正常。此決定同時代表著世衛並不認為同性戀需要任何的治療，而且代表著世衛認為同性戀是人類性向中的一種自然現象。
在把同性戀從疾病名冊中移除後的廿二年，2012年5月17日，世衛註美洲的辦事處，泛美洲衛生組織，就性向治療和嘗試改變個人性傾向的方法，向全球發表一份用詞強烈的英文聲明《為一種不存在的疾病治療（"Cures" for an Illness that Does Not Exist）》。聲明強調，同性戀性傾向仍人類性向的其中一種正常類別，而且對當時人和其親近的人士都不會構成健康上的傷害，所以同性戀本身並不是一種疾病或不正常，並且無需要接受治療。世衛在聲明中再三指出，改變個人性傾向的方法，不單沒有科學證據支持其效果，而且沒有醫學意義之餘，並會對身體及精神健康甚至生命形成嚴重的威脅，同時亦是對受影響人士的個人尊嚴和基本人權的一種侵犯。世衛亦藉發表該聲明提醒公眾，雖然有少數人士可以能夠在表面行為上限制表現出自身的性向，但個人性傾向本身一般都被視為個人整體特徵的一部分和不能改變；所以，是十分重要的去，阻止採用那些視同性戀為「偏差」或「選擇」並且因而可以透過「意志力」或「治療」去改變的理論。聲明內容同時譴責提供性向治療的醫護人員，是把他們自己與社會偏見看齊，並且反映這些醫護人員對個人性傾向和性健康議題的絕對無知。世衛亦提醒各國的醫護人員，如果向同性戀者指出他們是患上「缺陷」並且需要尋求改變，是等同於違反醫學道德操守的第一道原則:「首先，不要造成傷害（First, do no harm）」。
世衛同時透過聲明呼籲各地政府，應強烈反對當地的診所和醫院提供性向治療，並應立法懲處或制裁提供性向治療的醫療機構。世衛並且建議各地政府應多向公眾進行個人性向教育，以消除公眾對同性戀者的性傾向歧視。 

### 香港精神科醫學院
香港精神科醫學院作為監管及認證香港精神科醫生專業資歷的官方機構，於2011年11月發表一份英文聲明，指出同性戀並不是病症，同時強調所謂「拗直治療」的好處是沒有科學和臨床證據支持。 直到2012年2月，醫學院仍未將該聲明發佈到醫學院的網站上，但公眾可以電郵索取該聲明。香港精神科醫學院是亞洲地區第一個專業心理及精神科學團體，公開地就同性戀議題及性傾向改變治療發表其專業意見的官方機構。
|  | 香港精神科醫學院聲明，同性戀並不是精神病......香港精神科醫學院嚴守宗旨，只提供經過科學驗證及證據支持的治療。精神科治療必需在有已經明確確立的原理及實踐支持下，方可以提供。直到現今，醫學界都未有發現任何可靠的科學及臨床證據支持，嘗試改變個人性傾向會帶來好處。 The Hong Kong College of Psychiatrists opines that homosexuality is not a psychiatric disorder...The Hong Kong College of Psychiatrists adheres firmly to the practice of scientifically proven and evidence-based treatment. Psychiatric treatments have to be provided according to well established principles and practice available at the time. There is, at present, no sound scientific and clinical evidence supporting the benefits of attempts to alter sexual orientation. |

### 香港心理學會
香港心理學會是香港一個學術及專業民間團體，專責促進心理學活動在香港的發展，及維持心理師專業的水平和操守。在2011年7月，香港心理學會成立一工作小組，目標是為在香港註冊的心理師，在處理女同性戀、男同性戀以及雙性戀人士求助個案時，提供專業的指引。
在2012年8月1日，香港心理學會就該工作小組的結果發表一份英文聲明，聲明的內容包括11項要點，當中的內容強調同性戀和雙性戀並不是精神病症，而是人類性向正常的現象，而嘗試改變個人性傾向的方法，並非已經證明有效和不會帶來傷害。聲明內容同一時間鼓勵註冊的心理師，要向公眾宣揚已經嚴謹科學證實的資訊，以消滅公眾對同性戀和雙性戀的歧視和恐懼。 下表是聲明內容的11項要點。
|    | 中文譯本 | 英文原文 |
| -- | --- | --- |
| 1  | 心理師明白，同性戀和雙性戀並不是精神病症。 | Psychologists understand that homosexuality and bisexuality are not mental illnesses. |
| 2  | 心理師明白，同性、雙性和異性間的吸引、感情及行為，都是人類性向正常的現象。                                                                                   | Psychologists understand that homosexual, bisexual, and heterosexual attractions, feelings, and behavior constitute normal variants of human sexuality. |
| 3  | 心理師明白，嘗試改變個人性傾向的方法，並非已經證明有效和不會帶來傷害。                                                                                       | Psychologists understand that efforts to change sexual orientation are not proven to be effective or harmless. |
| 4  | 當運用和發放與性傾向有關的資訊時，心理師完整及準確地代表已經經由嚴謹科學方法證實的研究資訊，並會小心地避免任何濫用和失實報導這些資訊可能性。                 | When using and disseminating information on sexual orientation, psychologists fully and accurately represent research findings that are based on rigorous scientific research design and are careful to avoid any possible misuse or misrepresentation of these findings. |
| 5  | 心理師明白，社會強加在男、女同性及雙性戀者身上的污名，以及對他們生活所產生的影響。                                                                           | Psychologists understand the societal stigma imposed on LGB individuals and the effects on their lives. |
| 6  | 心理師必須要確保公眾，準確地獲取與個人性傾向及男、女同性及雙性戀有關議題的資訊。                                                                             | Psychologists always act to ensure the public is accurately informed about sexual orientation and LGB-related issues. |
| 7  | 心理師須注意到自己本身，對個人性傾向和男、女同性及雙性戀者生活及經歷的態度、概念和認知。心理師在提供專業服務時，並不會強加自己本身對個人性傾向的概念和標準。 | Psychologists are aware of their own attitudes, beliefs and knowledge about sexual orientation and LGB individuals’ lives and experiences. They do not impose personal beliefs or standards about sexual orientation when they are offering professional services.        |
| 8  | 心理師明白個人性傾向，以及性別認同和表達之間的分別。符合和不符合性別的定型，並不能反映個人性傾向。                                                           | Psychologists understand the distinction between sexual orientation and gender identity and expression. Stereotypical gender conformity or non-conformity is not necessarily indicative of one’s sexual orientation.                                                      |
| 9  | 心理師明白男、女同性及雙性戀者之間的多樣化 (例如: 性別、陰陽、年齡、社會和經濟上的地位、身體和心理上的能力、種族、婚姻地位、家長的身份、以及宗教信仰)。      | Psychologists understand the heterogeneity among LGB individuals (e.g., sex, gender, age, socioeconomic status, physical and mental abilities, race, marital status, parental status, and religious beliefs).                                                             |
| 10 | 心理師須尊重男、女同性及雙性戀者就是否公開他們性傾向的決定。                                                                                                 | Psychologists are respectful of LGB individuals’ choice to disclose or not to disclose their sexual orientation. |
| 11 | 心理師須宣揚一個包容社會和推廣平等機會。這包括宣揚消除對同性戀的恐懼、對雙性戀的恐懼、歧視、欺凌、騷擾、以及對男、女同性及雙性戀者任何形式的污名。           | Psychologists advocate for an inclusive society and the promotion of equal opportunity. this includes advocating for the elimination of homophobia, biphobia, discrimination, bullying, harassment, or any form of stigmatization towards LGB individuals.                |

## 跨性別

### 跨性別人士的婚姻權利
香港首宗性別重置手術在1985年進行，是一宗男性變為女性的手術，政府會資助符合資格的香港居民進行性別重置手術。跨性別者接受手術後，允許更改身份證、護照等的性別，但不允許更改出生證明書，如被強姦，控方只能以非禮罪起訴侵犯者。
一名接受性別重置手術、由男跨女化名「W小姐」的香港居民，因為出生證明所寫的性別仍然是男性，到婚姻登記處與另一名男子註冊結婚時被拒絕，而申請司法覆核，
於2010年10月5日在高等法院被裁定敗訴，法官張舉能指出根據香港婚姻條例，婚姻必須是一名男性與一名女性的結合，而所謂男性、女性的定義，是指出生時的性別，並不包括接受變性手術後的性別，婚姻條例容許“男與女”結合，不是“每個人”，即沒訂明每個人一定有婚姻權利。但他認為，政府應明白跨性別者的痛苦，並諮詢各界有關變性婚姻、性別取向等議題，取得社會共識。其後變性人提出上訴，上訴庭在2011年10月12日審理。
2010年8月22日，彩虹行動成員到尖沙嘴文化中心婚姻登記處，抗議此案代表政府的英國御用大律師 Monica Carss-Frisk曾发表“Ｗ在物种上不能算是女士，她没有生育能力”的言论侮辱。
2011年11月25日，上訴庭駁回變性人爭取婚姻權利上訴，認為跨性別者婚姻不能生育，而《基本法》所賦予的港人結婚自由只包括兩性結合，男女的一般定義不能包括跨性別者，若法庭判上訴人勝訴，是重大法律變更，影響79項法律，引起公眾爭議，故應交由立法當局處理，然而上訴庭促使政府檢討跨性別者面對的問題，將來諮詢公眾，代表律師上訴至終審法院。
2012年3月1日，香港高等法院上訴庭發出上訴許可，准跨性別者上訴至終審法院。
2013年5月13日，香港終審法院以四比一多數，裁定跨性別者有結婚的權利。判詞說，《婚姻條例》有關條文將某人性別的準則，僅限於生理因素，抵觸基本法。《婚姻條例》中有「女」及「女方」等字詞的含義，必須包括接受手術後由男性跨女性的跨性別者。法庭同時建議，有關判決書由頒發日起計，暫緩執行12個月，以便當局進行立法程序作出考慮。
其後香港政府向香港立法會提交法案修改婚姻條例，法案容許已完成性別重置手術的跨性別者，法案最終不獲立法會通過。但法案通過與否，不影響終審法院就判決的執行。完成性別重置手術的跨性別者，自2014年5月13日起可以結婚。

### 性別認同
沒相關法例，但有行政措施。
國際特赦組織香港分會亦促請港府，採取立法及行政措施，尊重跨性別人士及雙性人的性別選擇，以及他/她們生理和心理的需要，包括無須他/她們完成整套性別重塑手術後才確認相應性別。
2017年6月23日，性別承認跨部門工作小組發表關於性別承認的諮詢文件，並就性別承認議題徵求社會各界的意見。

## 宗教

### 活動
- 2013年1月13日，在政府總部及立法會外，愛家共融祈禱音樂會[172]

### 約章
- 2013年3月17日，彩虹約章 — 共建同志友善教會[173][174]

## 媒體對LGBT議題的探討
| 日期                     | 出版       |                  | 名                                                                                               |
| ------------------------ | ---------- | ---------------- | ------------------------------------------------------------------------------------------------ |
| 1986-11-02               | RTHK       | 鏗鏘集           | 變性人                                                                                           |
| 1990-07-11               | RTHK       | 議事論事         | 同性戀非刑事化                                                                                   |
| 1990-07-15               | RTHK       | 城市論壇         | 同性戀非刑事化的影響                                                                             |
| 1991-03-22               | ATV        | Vision Today     | 同性戀非刑事化                                                                                   |
| 1992-08-17               | TVB        | 明珠檔案         | 同性戀者 -- 出櫃                                                                                 |
| 1992-09-28               | ATV        | Monday Monitor   | 同性戀者                                                                                         |
| 1993-04-22               | ATV        | 時事追擊         | 變性                                                                                             |
| 1994-01-18               | RTHK       | 傳媒春秋         | 大眾傳媒中的同性戀者                                                                             |
| 1994-09-15               | RTHK       | 傳媒春秋 英文版  | Homosexuals in Mass Media                                                                        |
| 1995-05-06               | RTHK       | 性本善           | 倒數（页面存档备份，存于）                                                                       |
| 1995-07-28               | RTHK       | 頭條新聞         | 反歧視草案                                                                                       |
| 1995-08-29               | RTHK       | 性本善           | 你還愛我嗎（页面存档备份，存于）                                                                 |
| 1996-01-15               | TVB        | 明珠檔案         | Amah-Amour                                                                                       |
| 1998                     | RTHK       | 性本善           | 女兒情（页面存档备份，存于）                                                                     |
| 2000-09-17               | RTHK       | 性本善           | 美麗哀歌                                                                                         |
| 2000-01-18               | RTHK       | 鏗鏘集           | 同學同志                                                                                         |
| 2007-07-09               | RTHK       | 鏗鏘集           | 同志戀人（页面存档备份，存于）                                                                   |
| 2008-01-28 至 2008-02-01 | RTHK       | 天地博客         | 女同學社（页面存档备份，存于）                                                                   |
| 2009-11-12               | RTHK       | 自由風自由PHONE  | 變性人結婚被拒                                                                                   |
| 2010-10-05               | RTHK       | 自由風自由PHONE  | 變性人爭取註冊結婚 司法覆核敗訴                                                                  |
| 2011-06-08               | RTHK       | 非常平等任務     | 第四集《倒轉魔法師》（页面存档备份，存于）                                                       |
| 2011-11-11               | RTHK       | 中女宅男殺很大   | 同性戀係香港，有無明顯被歧視？（页面存档备份，存于）                                             |
| 2012-02-07               | RTHK       | 放馬過來         | 同性婚姻（页面存档备份，存于）                                                                   |
| 2012-05-27               | TVB        | 芝人口面不知心   | 男同志（页面存档备份，存于）                                                                     |
| 2012-11-11               | RTHK       | 城市論壇         | 平權議案遭排斥同志會否再給力（页面存档备份，存于）                                               |
| 2012-11-12               | RTHK       | 左右紅藍綠       | 性傾向平權 勇敢愛出來（页面存档备份，存于）                                                      |
| 2012-11-12               | RTHK       | 千禧年代         | 4000人遊行支持同志平權                                                                           |
| 2012-11-12               | now        | 時事全方位       | 同志平權                                                                                         |
| 2012-11-13               | RTHK       | 左右紅藍綠       | 不應立法解決倫理或價值觀爭議（页面存档备份，存于）                                               |
| 2012-11-14               | 商業電台   | 在晴朗的一天出發 | 何韻詩、何秀蘭專訪，談同志平權事件 （页面存档备份，存于）                                        |
| 2013-01-05               | RTHK       | 新聞透視         | 假如子女是同志（页面存档备份，存于）                                                             |
| 2013-05-13               | RTHK       | 自由風自由Phone  | 終院判變性人W上訴得直                                                                            |
| 2013-05-15               | RTHK       | 千禧年代         | 變性人判決餘波（页面存档备份，存于）                                                             |
| 2013-05-15               | now        | 時事全方位       | 變性人婚姻權利 （页面存档备份，存于）                                                            |
| 2013-05-19               | RTHK       | 城市論壇         | 變性人可結婚與時並進社會點跟（页面存档备份，存于）                                               |
| 2013-05-24               | now        | now互動民調      | 應修改法例給變性人平等權利嗎？ （页面存档备份，存于）                                            |
| 2013-07-29               | RTHK       | 鏗鏘集           | 雌雄莫辨（页面存档备份，存于）                                                                   |
| 2013-10-14               | TVB        | 明珠檔案         | Love, Equally                                                                                    |
| 2013-11-03               | now        | now互動民調      | 你支持香港同性婚姻合法化嗎？ （页面存档备份，存于）                                              |
| 2014-04-01               | RTHK       | 自由風自由Phone  | 政府研究修例讓變性人結婚（页面存档备份，存于）                                                   |
| 2014-05-19               | 雷霆881    | 在晴朗的一天出發 | 遊行支持一男一女婚姻 蔡志森：唔等如反對同性婚姻 （页面存档备份，存于）                           |
| 2014-05-24               | RTHK       | 香港家書         | 香港基督教循道衛理聯合教會副會長吳思源──維護家庭價值不是對抗同性運動的工具（页面存档备份，存于） |
| 2014-07-22               | RTHK       | 視點31           | 同志婚權 （页面存档备份，存于）                                                                  |
| 2014-07-22               | RTHK       | 視點31           | 同志婚姻vs家庭制度？ （页面存档备份，存于）                                                      |
| 2014-08-12               | 商業電台   | 在晴朗的一天出發 | 同志唔敢出櫃係自己心魔問題咋嘛                                                                   |
| 2014-09-13               | RTHK       | 性本善 2014      | 「談情說性」- 同性戀（页面存档备份，存于）                                                       |
| 2014-09-13               | RTHK       | 性本善 2014      | 愛‧別離（页面存档备份，存于）                                                                    |
| 2014-10-31               | now        | 時事全方位       | 應否立法保障事實婚姻？                                                                           |
| 2014-11-06               | RTHK       | 自由風自由PHONE  | 平機會完成4條歧視條例檢討諮詢（页面存档备份，存于）                                              |
| 2015-05-09               | RTHK       | 中國故事 2015    | 我老公是同志（页面存档备份，存于）                                                               |
| 2015-06-29               | RTHK       | 自由風自由Phone  | 美國聯邦最高法院裁定同性婚姻合憲（页面存档备份，存于）                                           |
| 2015-08-04               | RTHK       | 講東講西         | 同性戀（页面存档备份，存于）                                                                     |
| 2015-11-10               | RTHK       | 視點31           | 男兒身女兒心變性人的心路歷程 （页面存档备份，存于）                                              |
| 2015-11-10               | RTHK       | 視點31           | 香港的性別重置手術 （页面存档备份，存于）                                                        |
| 2015-11-10               | RTHK       | 視點31           | 天主教牧函                                                                                       |
| 2016-01-11               | TVB        | 明珠檔案         | ACTIVISTS' FAITH（页面存档备份，存于）                                                           |
| 2016-03-31               | RTHK       | 世情             | 我的基媽基爸（页面存档备份，存于）                                                               |
| 2016-05-08               | RTHK       | 鏗鏘集           | 其實你是個天使（页面存档备份，存于）                                                             |
| 2017-02-02               | RTHK       | 世情2            | 誰來愛我？（页面存档备份，存于）                                                                 |
| 2017-03-17               | RTHK       | 自由風自由 PHONE | 電影《美女與野獸》部分劇情被指涉「同性戀」惹爭議（页面存档备份，存于）                           |
| 2017-05-01               | RTHK       | 自由風自由 PHONE | 挑戰同性婚姻不享福利入境主任覆核勝訴（页面存档备份，存于）                                       |
| 2017-05-02               | RTHK       | 千禧年代         | 公務員同性配偶獲裁享公務員福利                                                                   |
| 2017-05-06               | RTHK       | 香港家書         | 平等機會委員會主席 陳章明（页面存档备份，存于）                                                  |
| 2017-05-25               | RTHK       | 五夜講場         | 講女時間：跨性別（页面存档备份，存于）                                                           |
| 2017-05-29               | RTHK       | 左右紅藍綠       | 讓同性伴侶得到平等法律保障（页面存档备份，存于）                                                 |
| 2017-05-30               | RTHK       | 視點31           | 同志平權 港台兩地前路不同 （页面存档备份，存于）                                                 |
| 2017-05-31               | RTHK       | 左右紅藍綠       | 同性婚姻是否合法應由全民討論（页面存档备份，存于）                                               |
| 2017-06-01               | RTHK       | 五夜講場         | 講女時間：同性婚姻（页面存档备份，存于）                                                         |
| 2017-06-16               | RTHK       | 五夜講場         | 是男非男：暮色彩虹 （页面存档备份，存于）                                                        |
| 2017-09-04               | RTHK       | 鏗鏘集           | 同性‧婚姻？（页面存档备份，存于）                                                                |
| 2017                     | RTHK       | 彩虹交匯處       | （页面存档备份，存于）                                                                           |
| 2017-11-26               | RTHK       | 城市論壇         | 性別重置尋認同 小眾平權須服眾（页面存档备份，存于）                                              |
| 2018-02-08               | RTHK       | 講東講西         | 跨性別人士的世界（页面存档备份，存于）                                                           |
| 2018-11-3                | 香港開電視 | 志雲拆局         | 同性婚姻                                                                                         |

### 出版物
| 組織                                     | 週期       | 刊物         |
| ---------------------------------------- | ---------- | ------------ |
| 香港十分一會 Hong Kong 10% Club          | 每三個月   | 同話         |
| 同志健康促進會 Satsanga                  | 每隔三個月 | 季刊         |
| 香港同志輔導熱線 Horizons                | 每隔兩個月 | Horizon      |
| 中大同志文化小組 Tongzhi Culture Society |            | 月事         |
| 同窗會 Joint College Queer Union (JCQU)  |            | 窗簾報       |
| 女同苑 Lui Tung Yuen                     | 每隔三個月 | 會訊         |
| 姊妹同志 Queer Sisters                   | 每隔三個月 | 姊妹同志季訊 |

## 事件

### 抗議

#### 紅十字會
2001年5月6日，紅十字會舉辦活動時，彩虹行動、十分一會、新婦女協進會、紫藤及理工大學數名同學等一行廿多人，到場抗議新修訂的《捐血登記表格》，其中會問及其性傾向及性行為情況，歧視男同性戀者及性工作者，剝奪其捐血權利，要求作出修改。其後於2017作出更改。

#### 天主教總堂抗議事件
2003年8月17日，八名彩虹行動成員不滿《公教報》於2003年8月10日發表的評論文章，反對同性婚姻，及認為不應賦予同性配偶法律地位及同性配偶領養兒童是「暴力」對待兒童等言論，有打壓同性戀者之嫌，到堅道天主教總堂抗議，釀成衝突。

#### 榆林書店事件
2005年2月，香港女同盟會及香港彩虹的義工前往旺角基督教書樓榆林書店，擺放由民政事務局資助的《她們的女情印記》小冊子於榆林書店門外的書架，供市民免費取閱，遭店員拒絕，店員表示由於書店的老闆有基督教背景，故不容許擺放有關「同性愛」的小冊子，店員更表示如發現有關「同性愛」的傳單擺放於書架，也會將它們「棄掉」。這些都是榆林書店的公司方針。2005年4月10日，香港女同盟會、香港彩虹、彩虹行動共十多名成員，到該書店遞交請願信抗議。
榆林書店自稱有基督教背景，不接受有違其宗教宗旨的資料在其書架擺放，但該書店也有售賣討論同性戀問題的書籍如《愛與信仰：台灣同志佛教徒之平權運動與深層生態學》，會幫讀者訂閱《搞定女人》或《搞定男人》。該書店以宗教理由拒絕擺放《她們的女情印記》，被人質疑為雙重標準。
其後，明光社、性文化學會、維護家庭聯盟及中國基督教播道會透過該會網站、印製刊物及於2005年5月18日在東方日報指出，將《她們的女情印記》說為「記載被訪者與未成年少女進行淫褻行為，違反香港規定二十一歲以下人士不可進行同性性行為，應受法律制裁」的色情刊物。其後該書被淫褻物品審裁處評為第I類—既非淫褻亦非不雅。

#### 社福署訓練中心
2011年6月17日，香港同志團體「彩虹行動」成員17日前往社福署訓練中心門前抗議，質疑這種課程觸犯人權法及聯合國標準，歧視且將同性戀病態化，要求吊銷社福署執照。

#### 明愛畢業禮
2016年11月，天主教香港教區輔理主教楊鳴章被任命為助理主教，極有可能接任現任教區主教湯漢樞機。湯漢及楊鳴章出席明愛專上學院聯校畢業禮期間，有畢業生及學生在台下舉起「反釋法」及六色彩虹旗等，抗議楊鳴章曾就同性戀發表具爭議言論，以及天主教區在政治議題上未有作回應。

#### 明愛關社
2015年11月，天主教教區轄下的明愛專上學院，學生組織「明愛關社」早前在校內樓梯貼上彩虹Love No Limit（愛無限）字樣，支持同性戀平權。

### 批評

#### 《攣攣少女心》海報事件
2000年， 同志電影《攣攣少女心》海報因兩少女相擁露背被評為三級淫褻。

#### 七一遊行事件
2005年6月，明光社極為不滿民間人權陣線安排七一遊行由同志組織帶頭拉橫額，擔心同性戀者的訴求成為焦點，發動杯葛遊行，引起爭議。

#### 《同志·戀人》事件
2006年7月，香港電台於合家歡時段播出一紀錄片節目，名為《同志·戀人》。該紀錄片透過對一對女同性戀者及曹文傑作出訪問，用以反映香港同性戀者的日常生活、困難、想法及感受。在紀錄片訪問情節當中，這三位同性戀者表達了他們對將來政府可以透過同性婚姻或公民結合的方式來承認他們合法地位的渴望。在紀錄片播放後不久，廣播事務管理局收到了對該紀錄片的投訴，並開始着手處理有關的投訴。於2007年1月廣播事務管理局下達並公佈其強烈勸諭裁決，指責香港電台在製作該紀錄片的過程並未能滿足《通用業務守則》中要求紀錄片「持平報道」的準則。廣管局認為，這紀錄片是偏向於鼓吹同性戀和同性婚姻，而且題材敏感，不適合於合家歡時段內播放。
後來，香港不同的組織，包括香港電影導演會、香港電影編劇家協會、香港記者協會等，均對廣管局的判決都表示了極大的關注，尤其擔心該判決對將來紀錄片編輯工作方面的負面影響。另外，於2007年3月12日，立法會的資訊科技及廣播事務委員會亦通過一項動議，希望廣管局可以撤回有關的裁決，因為該裁決帶有性傾向歧視。廣管局於11日後發表聲明，回應立法會要求撤回裁決的動議，指有關的裁決已在法律層面上「履行完了職責」（functus），亦即廣管局無權撤回有關裁決。同年6月，原訴人曹先生入稟法院申請進行司法覆核。高等法院夏正民法官於2008年2月聽取了雙方的口頭辯論後，並於同年5月8日作出判決，指廣管局的裁決帶有性傾向歧視，和因而產生對言論自由不合理的干預，所以廣管局的裁決被即時推翻，而且法官夏正民亦宣布廣管局錯誤理解法律條文，指廣管局無權撤回有關裁決的見解是不正確的。2008年7月3日，廣管局宣佈接納法院的判決並不打算上訴。

#### 「自己人」節目
2006年，一名公眾人士投訴電台節目自己人（香港電台第二台凌晨零時至2時播放）節目立場偏袒同性戀，因為該節目只反映同性戀者的意見，但沒有反映其他人如天主教徒和教師的意見。而節目亦應預先播出警告，因為同性戀題材可能使很多香港市民感到不安或不快。
廣管局認為，有關節目是一個小眾節目，描繪另類生活方式，並以少數聽眾為對象。廣管局在考慮節目的性質和表達方法後，認為並不屬於有關香港公共政策或備受公眾關注而又富爭議的真實題材節目。由於有關持平的規定不適用於並非涉及公共政策或具爭議的真實題材節目，因此有關節目並無違反持平規定。然而，廣管局認為節目性質敏感，有理由加上勸諭字句。廣管局認為，根據《電台業務守則－節目標準》第20段，有關節目的開場白「走出衣櫃……攣家路窄」，並不能視為已就節目內容對聽眾作出充份警告。
廣管局向香港電台發出勸諭，促請嚴格遵守《電台業務守則－節目標準》第20段有關提出警告的規定。

#### 「女同學社」同志創作展事件
2007年1月24日至29日，「女同學社」在尖沙嘴文化中心大堂舉辦同志創作展，資助展覽的民政事務局要求女同學社先將展品送檢，結果淫褻及不雅刊物審裁處將展覽評為二級不雅，不適合未滿18歲人士觀看，有一首詩需臨時抽起。「女同學社」指只因涉及同性愛即遭打壓。

#### 城巴拒絕租賃巴士予同志遊行事件
2008年12月13日，多個團體發起的首屆「香港同志大遊行」，遊行籌委會擬向城巴租用一輛開篷雙層巴士，帶領隊伍由銅鑼灣遊行到灣仔修頓球場，但城巴以要「顧及公司形象」為由拒絕。同志組織批評城巴歧視。

#### 第7屆國際不再恐同日活動被警方要求停止
2011年5月15日，第7屆國際不再恐同日香港區集會在銅鑼灣東角道行人專用區舉行，大會主題是「與生俱來」。現場有展覽、舞蹈等活動，大會安排約20分鐘的舞蹈。台上的Dancing angels跳到一半，約20名軍裝警員指他們沒申領公眾娛樂場所牌照，要求停止跳舞活動，否則警察保留起訴權利。語畢即開腳架、開攝影機進行拍攝。主辦單位認為警察的舉動極不合理。

#### 林以諾將同性戀等同吸毒事件
2012年，香港福音派的林以諾牧師在一個佈道會上發表反同性戀言論：「無論同性戀、無論係吸毒、無論係毒癮，其實我哋一視同仁，所有罪行冇分大細。」（無論同性戀、無論是吸毒、無論是毒癮，其實我們一視同仁，所有罪行不分大小）之後他反駁同性戀是與生俱來，並以患癌症為例說：「如果醫生同你講你患咗cancer係遺傳，咁你會唔會唔醫？」（如果醫生跟你講你得了癌症，是遺傳，那你會不會不醫治？）。其言論引起一眾藝人不滿之餘，亦令不少基督教徒反感。其後他接受商台《光明頂》訪問時，為言論解畫，並多次向受影響人士致歉。

#### ICS事件
2014年1月24日，《明報》報道沙田的基督教國際學校（ICS）要求學校員工跟隨《聖經》的道德標準，列明「從事任何形式的同性戀、亂倫、通姦、易服癖、人獸交、另一種性別認同、沉迷色情或任何會違反《聖經》性純潔、或違反一男一女婚姻的行為」都是違反操守，並要求教職員簽署。

#### 2018年9月郭偉亮恐同言論事件
2018年9月2日，歌手郭偉亮在社交網發文，相片是他在《Good Night Show 全民造星》節目向參賽者指導／分享的場面。郭偉亮寫道：「This was a memorable day. I'll never forget when I walked in the room, the first thing I asked these boys was. Raise ur hand if you are not gay!」。意謂，他向參加者說：「如果你不是同性戀者，請舉手。」。事後被藍奕邦批評發佈恐同言論，也使郭及EAS Music的聲譽受損，郭事後辯稱是為了節目效果。組織「關懷愛滋 AIDS Concern」也質疑以性取向作笑話似乎不當。林作則認為藍奕邦似乎對性傾向過於介懷，疑似「對號入座」，認為對於說笑成份的談話毋須過份敏感。
最後，郭偉亮刪除有關文章，並以英文發「千字文」回應並就事件造成部分人困擾而道歉，澄清自己非恐同而且尊重同性戀者。

#### 示威
2017年2月，反同性戀團體性傾向條例家校關注組到競選辦公室遞交請願信，要求參選行政長官的林鄭月娥於公開場合澄清對同性婚姻及性傾向歧視條例立法的立場。此前，林鄭月娥曾說不排除會為同性婚姻立法作公眾諮詢，但該關注組認為同性婚姻破壞家庭價值。

#### 投訴
2018年6月，性傾向條例家校關注組投訴香港公共圖書館館藏中有10本宣揚同性戀和跨性別意識的兒童圖書，要求將書籍下架。民政事務局回覆指「為了確保兒童在閱讀時得到適當引導，決定將10本相關書籍存放於『閉架』區域」，讀者需主動向職員索閱才能取得書籍。

#### 聯署
- 2005年4月，明光社發起網上聯署，捍衛一夫一妻，反對同性婚姻。[206]
- 2005年9月，明光社發起網上聯署，醫護人員聯署聲明: 男性之間的性接觸對公共衛生的風險。[207]
- 2009年1月，明光社發起網上聯署，有關修訂《家庭暴力條例》的聲明。[208]
- 2013年11月，明光社發起網上聯署，基督教對同性戀的立場書。[209]
- 2014年8月，明光社發起網上聯署，回應平機會《歧視條例檢討諮詢文件》[210]
- 2015年6月，性傾向條例家校關注組網上發起「反美國同性婚姻」聯署。[211]
- 2016年12月，性傾向條例家校關注組網上發起聯署，反對滙豐銀行總行門外近日擺放了兩頭塗上彩虹顏色的獅子藝術品。[212]
- 2017年3月，性傾向條例家校關注組網上發起聯署，反對《美女與野獸》真人版電影。[213]
- 2017年5月，明光社發起網上聯署，促檢視法例與婚姻政策一致性。[214]
- 2018年10月，性傾向條例家校關注組網上發起聯署，要求政府取締香港同志遊行，大會發言人批評打壓公民團體自由是「不講道理」。[215][216]
- 2019年1月，性傾向條例家校關注組網上發起聯署，要求香港政府禁止2022同志運動會舉辦。[217]

#### 其他
- 2009年3月，時任立法會議員黃成智召開記招待會，批評於2007年由愛滋病信託基金會資助的網站「highnsafe」鼓吹濫藥，及另一間獲愛滋病信託基金會資助的年輕男同志服務團體製作的刊物鼓吹同性戀。時事評論員吳志森在報刊斥責黃成智是別有用心，專門攻擊服務同志社群的非政府組織，以圖斷絕基金會對它們的資助。[218]
- 2009年4月，香港城市大學被揭封鎖校內電腦登入同性戀網站，學生批評校方阻礙學術研究和資訊流通，情況十分荒謬。[219][220]
- 2010年1月3日，據《香港蘋果日報》報導，深水灣鄉村俱樂部（Hong Kong Country Club）被指歧視同性戀人士。俱樂部表示正檢視是否給予會員未婚的另一半，同樣可享受會員優惠，但強調同性伴侶就沒此優惠。有同志組織批評，俱樂部做法是歧視同性戀人士。[221]
- 2015年5月，同性戀立法會議員於港鐵內以政見性向遭辱罵。[222]
- 2018年8月，原定2019年在香港舉辦的世界同志先生活動，被中國政府下令禁辦。[223]
- 2018年1月，「性傾向條例家校關注組」成員趙佩玉最近聲稱蒙召，參與新東立法會補選，引起教內熱議(註1)。[224]
- 2018年11月，一名港人同志遊行參與者因企圖裸體，被警方以「破壞公眾體統」罪拘捕。法庭裁定罪名表證成立，判處900元港幣罰款。[225][226][227][228][229]
- 2019年1月，一名同志運動分子被中國驅逐出境，並列入黑名單。[230]
- 2019年5月，一名菲律賓籍跨性別"牧師"主持同性婚禮期間被捕，其後提出司法覆核。[231]
- 2021年6月，一部台灣同志紀錄片計畫在香港上映，因電檢處要求刪減情節，主辦單位取消放映。
- 2021年7月，立法會議員何君堯指控ViuTV劇集《大叔的愛》違反大陸的三孩政策及國安法第二十三條。
- 2023年11月, 香港舉辦亞洲第一個同樂運動會，但社會氛圍並不看好及歡迎。
- 2024年12月，立法會議員何君堯認為香港政府應向人大常委會提請釋法，藉此推翻梁鎮罡案等不利香港婚姻制度的法院判決。[232]
- 2025年2月，立法會議員何君堯提出「守護本港一男一女、一夫一妻婚姻制度」動議，獲大多數議員同意通過。

## 主要節目

### 香港同志影展
1989年，在林奕華的籌劃下，香港藝術中心舉辦了第1屆香港同志電影節。其後電影節於每年舉行時，均有不同的主題。從1989年至今，香港同志影展有20多年的歷史，可算是亞洲區最長壽的LGBT電影節之一。

### 香港同志遊行
香港首次同志遊行於2008年12月進行，歷年有不少同志或支持同志權益的藝人或政黨領袖支持，但早期亦曾經被政府及一些商業機構歧視。

### 香港同讀文化節
| 屆 | 日期             | 地點                      | 內容 |
| -- | ---------------- | ------------------------- | --- |
| 1  | 2015年2月13-15日 | 賽馬會創意藝術中心(JCCAC) | 「同讀」可解作「同志友善的讀物」，亦可解作「一同閱讀」。女同學社期望透過供給性／別議題書籍；舉辦讀書會、講座、分享會；設置書攤、手作攤位、閱讀空間等，去營造一個認識、探索、討論性／別的有利環境，從而推動性／別教育。首屆《香港同讀文化節》適逢西方情人節，故將以「讀 ‧愛」為主題，期望參加者在閱讀中認識和了解各式各樣，不限於性別、性傾向、年齡和形式的愛。 |
| 2  | 2017年2月17-19日 | 賽馬會創意藝術中心(JCCAC) | 真人圖書館邀請了九組性小眾與大家對話，包括台灣同志運動代表呂欣潔、雙性人細細老師、援交工作者許彤、 香港同志運動會代表戚本乙、性別酷兒（Genderqueer）小風、變裝皇后（Drag Queen）Coco Pop、跨性別情侶Damian ＆ Kate、外傭同志Excel及施魅力。參加者可以在借閱期間與他們展開或真誠或激情的對話，體驗截然不同的人生旅程。                                          |
| 3  | 2019年3月29-31日 | 賽馬會創意藝術中心(JCCAC) | 本屆主題為「連繫」。 |

### 一點粉紅
| 屆數 | 日期           | 地點               | 主題          | 人數   | 相關資料 |
| ---- | -------------- | ------------------ | ------------- | ------ | --- |
| 1    | 2014年6月14日  | 添馬公園           | 愛多元‧愛多點 | 12,000 | 音樂會參與藝人包括黃耀明、何韻詩、杜德偉、C AllStar、王晶、小塵埃、陳廣仁、Shine、盧凱彤和卓韻芝等。「大愛同盟」及「粉紅同盟」合辦，其他粉紅大使還包括：趙式芝、黃耀明、何韻詩、樂隊C AllStar、馬詩慧及女兒王曼喜。 |
| 2    | 2015年9月20日  | 添馬公園           | 愛就是愛      | 15,500 | [ 236 ] |
| 3    | 2016年9月25日  | 西九文化區苗圃公園 | 愛必勝        |        | 邀得多位知名歌手為大家演出，包括何韻詩、黃耀明、周柏豪、陳詠謙、C AllStar、連詩雅、李幸倪等等。 |
| 4    | 2017年10月22日 | 西九文化區苗圃公園 |               |        | |
| 5    | 2018年5月12日  | 中環遮打花園       | 愛裡沒有恐懼  |        | |

### 國際不再恐同日香港區集會

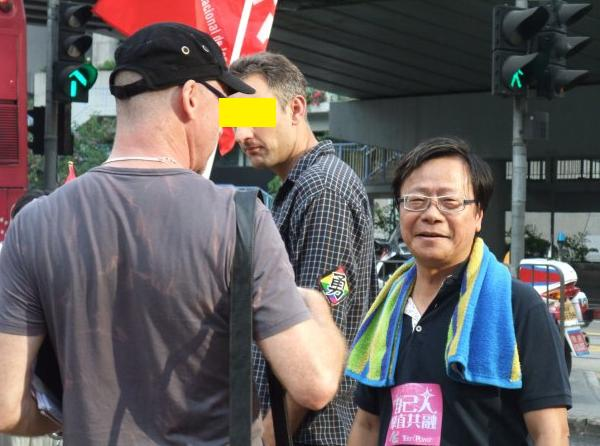
黃毓民出席2009國際不再恐同日

2011年5月15日，第7屆國際不再恐同日香港區集會在銅鑼灣東角道行人專用區舉行，大會主題是「與生俱來」。現場有展覽、舞蹈等活動，大會安排約20分鐘的舞蹈。台上的Dancing angels跳到一半，約20名軍裝警員指他們沒申領公眾娛樂場所牌照，要求停止跳舞活動，否則警察保留起訴權利。語畢即開腳架、開攝影機進行拍攝。主辦單位認為警察的舉動極不合理。主辦團體已向獨立監察警方處理投訴委員會提出投訴，並計劃一直跟進直到最後，一名男同性戀者申請司法覆核，指警方侵犯市民的言論和表達自由，打壓示威，高院決定受理申請，但被判敗訴。
大會以粉紅色做主題，呼籲參加者穿著粉紅色衫作支持
| 屆數   | 日期          | 地點                       | 主題                                        | 相關資料 |
| ------ | ------------- | -------------------------- | ------------------------------------------- | --- |
| 第1屆  | 2005年5月16日 |                            | 化恐懼為關愛                                | 第一次的活動名為國際反恐同日（香港區遊行），定於國際不再恐同日前一日下午舉行，遊行路線由銅鑼灣東角道至維多利亞公園的噴水池，沿這短短的路線走幾次，遊行主題為「化恐懼，為關愛」，喚醒市民對不同性傾向差異的接納與關愛，共創多元友善社會。這可算是比較初期讓大眾都有機會參與的同志活動，主辦單位更預備面具予同志，以免他們被傳媒或其他人認得他們的容貌。最後活動有超過350人參與，部分參與者在終點更脫下面具感動而泣。結果，這個活動成為傳統，每年都必定以此舉行活動，不過後來有同志遊行的關係，所以活動的形式也改變為集會了。 |
| 第2屆  | 2006年5月21日 |                            | 挺身而行 消除歧視                           | |
| 第3屆  | 2007年5月20日 |                            | 立法要同步 教育有出路                       | |
| 第4屆  | 2008年5月18日 | 銅鑼灣                     | 多元性別 不容歧視                           | |
| 第5屆  | 2009年5月17日 | 遊行                       |                                             | 1.促請港府立即為性傾向及性別認同歧視立法 2.打倒歧視怪獸‧反對白色恐怖‧還我同志平權 |
| 第6屆  | 2010年5月17日 |                            | 宗教與恐同                                  | |
| 第7屆  | 2011年5月15日 | 香港銅鑼灣東角道行人專用區 | 與生俱來Born this way                       | 宣讀恐同及恐跨性別的情況、展覽、舞蹈表演、拍照留念及許願樹。 |
| 第8屆  | 2012年5月12日 | 中環遮打花園               | What To Fear?!怕咩?!                        | 籌辦本屆IDAHOT的「粉紅同盟」邀請立法會議員和新民黨主席葉劉淑儀為大會宣傳。女同盟會、女同學社、午夜藍、香港彩虹、彩虹行動、香港十分一會、同志特區等多個同志團體組成的「還我本色」發出聲明，表示對粉紅同盟邀請邀請葉劉作代言人的決定「感到非常失望」。早前公開自己同志身分的黃耀明，也現身支持，他希望同性戀者與異性戀者有同樣權利，如結婚、社會福利及領養小孩。 |
| 第9屆  | 2013年5月13日 | 銅鑼灣駱克道行人專用區     | 無法無天 In.Justice「立刻立法，保障性小眾」 | [ 253 ] |
| 第10屆 | 2015年5月17日 | 尖沙咀                     | 同志家暴無配套 攣直都要真保障               | [ 255 ] |
| 第11屆 | 2016年5月15日 | 銅鑼灣東角道               | 超渡恐同無知鬼                              | |
| 第12屆 | 2017年5月14日 | 銅鑼灣東角道               | 「聽」「講」同志係家人                      | |
| 第13屆 | 2018年5月12日 | 銅鑼灣東角道               | 正是"性"不同                                | |

### 粉紅天
| 日期                   | 內容 |
| ---------------------- | --- |
| 2011年9月30日至12月4日 | 多元性文化節「粉紅天」是由香港同志聯席構思，集合多項本地同志活動，於。節慶活動包括電子音樂派對、香港同志先生選舉、海上派對、海灘嘉年華、主題公園繽紛同志日及香港同志影展等。 |
| 2012年9月30日至12月4日 | 安排多個文娛、展覽、藝術活動，無論「直」或「攣」、個人或家庭，皆可參與。今年活動更首次獲旅發局正式向海外推介，及大型商業銀行贊助。                                           |
| 2013年                 | |
| 2014年                 | |
| 2015年                 | |
| 2016年10月             | |
| 2017年                 | |

2022年同樂運動會
2022年同樂運動會是舉辦的第十一屆同樂運動會。該運動會是由LGBTQ+群體主辦並為LGBTQ+運動員、藝術家及音樂家開放的一個國際綜合運動會和文化盛事。
本屆同樂運動會原計劃於2022年11月11-19日在香港舉行。但在2021年9月主辦方宣佈因2019冠狀病毒病疫情此屆運動會將延期至2023年11月3日至11日進行。
2022年2月14日，墨西哥城市瓜達拉哈拉增選為本屆同樂運動會的共同主辦城市。

## 支持LGBT權益組織
LGBT運動組織：
香港性小眾平權聯盟、爭取性傾向歧視立法陣線、午夜藍、還我本色、跨性別資源中心、香港女同盟會、香港彩虹、彩虹行動、女同學社、大同、虹雙囍、原色人、彩虹細胞、啟同服務社、站出彩虹、f-union、TEAM、PrideLab、性權會、姊姊同志、起點網播平台、藍色國度、香港同志電台、同志健康促進會（页面存档备份，存于）、愛無界、跨性別權益會、香港十分一會 Hong Kong 10% Club、香港同志輔導熱線 Horizons、同窗會 Joint College Queer Union (JCQU)、女同苑 Lui Tung Yuen、G點電視、大愛同盟、女角平權協作組、晚同牽、HEvolution、粉紅同盟、愛自由計劃、婚姻平權協會、真光社、香港跨性別平權協會、性別空間、跨青時刻
政黨：
工黨、社民連、人民力量、香港眾志、青年新政、社商賢匯、小麗民主教室、新民主同盟、新民黨
女權組織：
新婦女協進會、關注婦女性暴力協會
宗教組織：
香港天主教大專聯會、香港基督徒學會、香港基督教工業委員會、基恩之家
學界
大專政改關注組、大專同志行動 Action Q、中大同志文化小組、教大性、Queer Straight Alliance
國際組織
國際特赦組織香港分會、聯合國人權事務委員會、聯合國經濟、社會與文化權利委員會
其他：
香港人權監察、關懷愛滋、平等機會委員會、香港中文大學香港亞太研究所性別研究中心、智行基金會、社會主義行動、紅絲帶中心、香港愛滋病基金會、Sally's Toy

## 反對組織
明光社
明光社及香港性文化學會等基督教右派組織於2008年8月6日在《明報》及《AM730》等報章刊登《維護家庭宣言》，重申家庭是天然及社會基本的單元，呼籲政府及立法會候選人明碓支持維護家庭及一男一女的婚姻政策。聯署的包括7048人，以及125個團體，當中多數為主流基督教堂會。其後，數個同志團體到旺角明光社會址樓下示威，抗議《維護家庭宣言》內容歧視同性戀者。
香港性文化學會
性傾向條例家校關注組

## 電影
- 霸王別姬
- 春光乍洩
- 美少年之戀
- 心猿意馬
- 大佬愛美麗
- 自梳
- 無野之城
- 永久居留
- 翠絲_(電影)
- 夕陽天使

YouTube 影片：
- 我和他的99天
- 我的HEHE室友

劇集：
- 大叔的愛

## 延伸閱讀

### 書刊
- 趙, 文宗; 周, 華山. .  Chu ban. Xianggang: 香港同志硏究社出版. 1995. ISBN 9628502611. OCLC 44734190.
- 周, 華山. .  Chu ban. Xianggang: 香港同志硏究社出版. 1996. ISBN 9628502646. OCLC 35207065.
- 周, 華山; 麥, 海珊; 江, 建邦. .  Di 1 ban. [Xianggang]: 香港同志硏究社出版. 1995. ISBN 962850262X. OCLC 34330190.
- . 香港: 香港彩虹. 2006.
- 梁, 兆輝. . 香港: Kubrick. 2009年. ISBN 9789881799456.
- . 香港: 香港基督徒學會:基恩之家. 2005. ISBN 962747164X.
- 伍, 成邦. . 香港: 智行基金會. 2001.
- 李, 偉儀; 李, 芍瑩. . 香港: 香港性學會出版. 2007. ISBN 9789889982515.
- . 香港: 香港基督徒學會、基恩之家、性權會、F'union. 2006. ISBN 9627471658.
- 金, 曄路; 曹, 文傑; 賴, 婉琪. . 香港: 圓桌精英. ISBN 9789881684769.

### 相關調查
- 同性婚姻合法化民意調查
- 香港人婚姻態度研究詳細數據（页面存档备份，存于）
- 有關立法禁止性傾向、性別認同 及雙性人身份歧視的研究報告（页面存档备份，存于）
- (PDF).   [2017-08-15]. （原始内容存档 (PDF)于2017-08-15）. （页面存档备份，存于）
- 研究表明香港市民雖較少支持同性婚姻，但多數支持同性伴侶權利
- 香港市民對不同性傾向人士之權利意見調查 2013（页面存档备份，存于）
- 香港市民對不同性傾向人士之權利 意見調查（页面存档备份，存于）
- (PDF). 1983年4月15日  [2011年5月17日]. （原始内容 (PDF)存档于2014年4月16日）. （页面存档备份，存于）
- . 2005年5月20日  [2018年5月5日]. （原始内容存档于2016年3月9日）. （页面存档备份，存于）
- 2006年:看得見的真相 香港同志平權報告
- (PDF). 2006年3月  [2011-06-05]. （原始内容 (PDF)存档于2009-04-18）. （页面存档备份，存于）
- . 2010年  [2020-09-22]. （原始内容存档于2020-02-20）. （页面存档备份，存于）
- (PDF). 2012年5月17日  [2018年5月5日]. （原始内容 (PDF)存档于2017年1月11日）. （页面存档备份，存于）
- . 香港理工大學應用社會科學系社會政策研究中心. 2014  [2022-09-01]. （原始内容存档于2022-09-01）.
- (PDF). 2013年10月23日  [2017年8月8日]. （原始内容存档 (PDF)于2017年1月11日）. （页面存档备份，存于）
- . 2014年3月  [2018-05-05]. （原始内容存档于2017-03-17）. （页面存档备份，存于）
- . 2015年5月27日  [2017年4月8日]. （原始内容存档于2017年1月11日）. （页面存档备份，存于）
- (PDF). 2016年1月  [2018-05-05]. （原始内容存档 (PDF)于2019-08-16）. （页面存档备份，存于）